# غزو العراق
كان غزو العراق أو الغزو الأمريكي للعراق أو معركة الحواسم أو حرب الخليج الثالثة عام 2003 المرحلة الأولى من حرب العراق، بدأت مرحلة الغزو في 19 آذار/مارس 2003 (جواً) و20 آذار/مارس 2003 (براً) واستمرت أكثر من شهر بقليل، بما في ذلك 26 يوماً من العمليات القتالية الكبرى، التي غزت فيها قوة مشتركة من قوات الولايات المتحدة والمملكة المتحدة وأستراليا وبولندا العراق، وقد انتهت هذه المرحلة المبكرة من الحرب رسمياً في 1 أيار/مايو 2003 عندما أعلن الرئيس الأمريكي جورج دبليو بوش «نهاية العمليات القتالية الكبرى»، وبعد ذلك أسَّست سلطة التحالف المؤقتة كأول حكومة انتقالية من بين عدة حكومات انتقالية متتالية أدَّت إلى أول انتخابات برلمانية عراقية في كانون الثاني يناير 2005، وبقيت القوات العسكرية الأمريكية بعد ذلك في العراق حتى الانسحاب في عام 2011.
وأرسل التحالف بقيادة الولايات المتحدة 177,194 جنديًّا إلى العراق خلال مرحلة الغزو الأولى التي استمرت من 19 آذار/مارس إلى 1 أيار/مايو 2003. وصل حوالي 130,000 من الولايات المتحدة وحدها، مع حوالي 45,000 جندي بريطاني، و2،000 جندي أسترالي، و194 جنديا بولنديًّا، وشارك 36 بلداً آخراً في الفترة التي أعقبته. واستعداداً للغزو، تجمَّع 100,000 جندي أمريكي في الكويت بحلول 18 شباط/فبراير. كما تلقَّت قوات التحالف الدعم من البشمركة في إقليم كردستان.
وفقًا للرئيس الأمريكي جورج دبليو بوش ورئيس الوزراء البريطاني توني بلير، كان التحالف يهدف إلى «نزع أسلحة الدمار الشامل في العراق ووقف دعم صدام حسين للإرهاب وتحرير الشعب العراقي». يركِّز آخرون بشكل أكبر على تأثير هجمات 11 أيلول/سبتمبر، على الدور الذي لعبه ذلك في تغيير الحسابات الاستراتيجية الأمريكية، وصعود أجندة الحرية. ووفقاً لبلير فإنَّ السبب هو فشل العراق في اغتنام «فرصة أخيرة» لنزع أسلحته النووية والكيماوية والبيولوجية المزعومة التي وصفها مسئولون أمريكيون وبريطانيون بأنَّها تهديد مباشر لا يمكن تحمُّله للسلام العالمي.
وفي استطلاع للرأي أجرته مؤسسة سى بى إس في كانون الثاني/يناير من عام 2003، وافق 64% من الأمريكيين على القيام بعمل عسكري ضد العراق، بين ما 63% أرادوا من بوش إيجاد حل دبلوماسي بدلاً من الذهاب إلى الحرب، وأعرب 62% عن اعتقادهم بأنَّ تهديد الإرهاب الموجَّه ضد الولايات المتحدة سيزداد بسبب الحرب. تجدُر الإشارة إلى أنَّ غزو العراق قوبِل بمعارضة شديدة من بعض حلفاء الولايات المتحدة الدائمين ومن بينهم حكومات فرنسا وكندا وألمانيا ونيوزيلندا. وزعم زعماؤهم أنَّه لا يوجد دليل على وجود أسلحة دمار شامل في العراق وأنَّ غزو ذلك البلد لم يكن مبرراً في سياق تقرير لجنة الأمم المتحدة للرصد والتحقق والتفتيش المؤرخ 12 شباط/فبراير 2003. اُكتُشِف حوالي 5 آلاف رأس حربي كيماوي أو قذيفة أو قنبلة جوية خلال حرب العراق، بَيد أنَّها صُنِعَت وتُرِكَت في وقت سابق من حكم صدام حسين قبل حرب الخليج عام 1991. اكتشافات هذه الأسلحة الكيميائية لم تدعم مبررات الحكومة للغزو.
في 15 شباط/فبراير 2003، أي قبل شهر واحد من الغزو، كانت هناك احتجاجات في جميع أنحاء العالم ضد الحرب على العراق، بما في ذلك تجمع لثلاثة ملايين شخص في روما، التي أدرجها كتاب الأرقام القياسية على أنَّها أكبر تجمُّع مناهض للحرب على الإطلاق. وفقاً للأكاديمي الفرنسي دومينيك رينيه، بين 3 كانون الثاني/يناير و12 نيسان/ أبريل 2003، شارك 36 مليون شخص حول العالم في نحو 3000 احتجاج ضد الحرب على العراق.
وسبِق الغزو غارة جوية على القصر الرئاسي في بغداد في 20 آذار/مارس 2003. وفي اليوم التالي، شنَّت قوات التحالف توغلاً في محافظة البصرة من نقطة حشدها بالقرب من الحدود العراقية الكويتية. في حين شنَّت القوات الخاصة هجوماً برمائياً من الخليج العربي لتأمين البصرة والحقول النفطية المحيطة بها، انتقل جيش الغزو الرئيسي إلى جنوب العراق، واحتل المنطقة واشتبك في معركة الناصرية في 23 آذار/مارس. ضربات جوية كثيفة في جميع أنحاء البلاد وضد القيادة والسيطرة العراقية ألقت بالجيش المدافع عن النفس في حالة من الفوضى ومنعت المقاومة الفعَّالة وفي 26 آذار/مارس، أُنزل اللواء 173 المحمول جوا بالقرب من مدينة كركوك الشمالية، حيث انضمَّ إلى قوات المتمردين الأكراد وحارب عدَّة عمليات ضد الجيش العراقي، لتأمين الجزء الشمالي من البلد.
واصلت القوة الرئيسية لقوات التحالف حملتها في قلب العراق ولم تواجه سوى مقاومة قليلة. وهزم معظم العسكريين العراقيين بسرعة واحتل التحالف بغداد في التاسع من نيسان/أبريل. وجرت عمليات أخرى ضد جيوب الجيش العراقي، بما في ذلك الاستيلاء على كركوك واحتلالها في 10 نيسان/أبريل، والهجوم على تكريت والاستيلاء عليها في 15 نيسان/أبريل. اختفى الرئيس العراقي صدام حسين والقيادة المركزية مع انتهاء قوات التحالف من احتلال البلاد. وفي 1 أيار/مايو أعلن الرئيس جورج دبليو بوش نهاية العمليات القتالية الرئيسية: حيث أنهى فترة الغزو وبدأ فترة الاحتلال العسكري.

## مقدمة للغزو
علقت الأعمال العدائية لحرب الخليج في 28 شباط/فبراير 1991، مع التفاوض على وقف لإطلاق النار بين تحالف الأمم المتحدة والعراق. وحاولت الولايات المتحدة وحلفاؤها إبقاء صدام تحت السيطرة مع الأعمال العسكرية مثل «عملية المراقبة الجنوبية» التي قامت بها «قوة المهام المشتركة لجنوب غرب آسيا» (JTF-SWA) مع مهمة مراقبة المجال الجوي جنوب خط العرض 32 (الممتد إلى خط العرض 33 في عام 1996) وكذلك استخدام العقوبات الاقتصادية.
وكشف النقاب عن أنَّ برنامجاً للأسلحة البيولوجية في العراق بدأ في أوائل الثمانينات بمساعدة الولايات المتحدة وأوروبا في انتهاك لاتفاقية حظر الأسلحة البيولوجية لعام 1972. ظهرت تفاصيل برنامج الأسلحة البيولوجية - وبرنامج الأسلحة الكيماوية - عقب حرب الخليج (1990 - 1991) عقب تحقيقات أجرتها لجنة الأمم المتحدة الخاصة التابعة للأمم المتحدة التي كانت قد عهد إليها بمهمة نزع سلاح العراق بعد الحرب. وخلص التحقيق إلى أنَّ البرنامج لم يستمر بعد الحرب. ثمَّ حافظت الولايات المتحدة وحلفاؤها على سياسة «الاحتواء» تجاه العراق. وانطوت هذه السياسة على عقوبات اقتصادية عديدة فرضها مجلس الأمن الدولي؛ وفرض مناطق حظر الطيران العراقية التي أعلنتها الولايات المتحدة والمملكة المتحدة لحماية الأكراد في كردستان العراق والشيعة في الجنوب من الهجمات الجوية التي تشنها الحكومة العراقية؛ وعمليات التفتيش الجارية. مروحيات وطائرات عسكرية عراقية اعترضت بانتظام مناطق حظر الطيران.
في تشرين الأول/أكتوبر 1998، أصبحت إطاحة الحكومة العراقية سياسة خارجية رسمية للولايات المتحدة مع سَنِّ قانون تحرير العراق، الذي صدر في أعقاب طرد مفتشي الأسلحة التابعين للأمم المتحدة في آب/أغسطس السابق (بعد اتهام بعضهم بالتجسُّس لصالح الولايات المتحدة)، وقدَّم القانون 97 مليون دولار إلى «منظمات المعارضة الديمقراطية» العراقية «لإنشاء برنامج لدعم الانتقال إلى الديمقراطية في العراق». ويتناقض هذا التشريع مع الشروط الواردة في قرار مجلس الأمن الدولي رقم 687، الذي ركَّز على برامج الأسلحة والأسلحة ولم يشر إلى تغيير النظام. بعد شهر واحد من إقرار قانون تحرير العراق، شنَّت الولايات المتحدة والمملكة المتحدة حملة قصف للعراق تسمَّى عملية ثعلب الصحراء. كان الأساس المنطقي الصريح للحملة هو عرقلة قدرة حكومة صدام حسين على إنتاج الأسلحة الكيميائية والبيولوجية والنووية، لكن أفراد الاستخبارات الأمريكية كانوا يأملون أيضاً في أن يساعد ذلك في إضعاف قبضة صدام على السلطة.
ومع انتخاب جورج دبليو بوش رئيساً للبلاد في عام 2000، تحرَّكت الولايات المتحدة نحو سياسة أكثر عدوانية تجاه العراق. دعا برنامج الحزب الجمهوري للحملة الانتخابية في انتخابات عام 2000 إلى «التنفيذ الكامل» لقانون تحرير العراق «كنقطة بداية» في خطة «لإزالة» صدام. وبعد مغادرته إدارة جورج دبليو بوش قال وزير الخزانة بول أونيل إنَّه تخطَّطَ شنِّ هجوم على العراق منذ تنصيب بوش وأنَّ أول اجتماع ل‍مجلس الأمن القومي الأمريكي تضمَّن مناقشة الغزو. وتراجع أونيل في وقت لاحق قائلاً إنَّ هذه المناقشات كانت جزءاً من استمرار السياسة الخارجية التي وضعتها إدارة كلينتون للمرة الأولى.
وعلى الرغم من اهتمام إدارة بوش المعلن بغزو العراق، لم يحدث سوى القليل من التحرُّك الرسمي نحو الغزو حتى هجمات 11 سبتمبر. على سبيل المثال، أعدَّت الإدارة عملية «بادجر الصحراء» للردِّ بقوَّة إذا أُسقِط أيِّ طيار في سلاح الجو أثناء تحليقه فوق العراق، لكن هذا لم يحدث.

### الاستعدادات للحرب
وبينما كان هناك بعض الحديث السابق عن اتخاذ إجراء ضدَّ العراق، انتظرت إدارة بوش حتى سبتمبر من عام 2002 للدعوة إلى اتخاذ إجراء، حيث قال رئيس العاملين بالبيت الأبيض أندرو كارد «من وجهة نظر تسويقية، فإنَّكم لا تقدِّمون منتجات جديدة في آب/أغسطس». بدأ بوش بعرض قضيته رسميًا على المجتمع الدولي لغزو العراق في خطابه في 12 سبتمبر 2002 أمام الجمعية العامة للأمم المتحدة.
واتفق حلفاء الولايات المتحدة الرئيسيين في حلف شمال الأطلسي، مثل المملكة المتحدة، مع الإجراءات الأمريكية، في حين انتقدت فرنسا وألمانيا خطط غزو العراق، وحاجتا بدلاً من ذلك على استمرار الدبلوماسية وعمليات التفتيش على الأسلحة. وبعد مناقشات مستفيضة تبنى مجلس الأمن الدولي قراراً توفيقياً هو قرار مجلس الأمن الدولي رقم 1441 الذي سمح باستئناف عمليات التفتيش على الأسلحة ووعد «بعواقب وخيمة» لعدم الالتزام. وأوضحت فرنسا وروسيا وهما عضوان من أعضاء مجلس الأمن دائمي العضوية أنَّهما لا تعتبران هذه العواقب تشمل استخدام القوة للإطاحة بالحكومة العراقية. وأكَّد كل من سفير الولايات المتحدة لدى الأمم المتحدة، جون نيغروبونتي، وسفير المملكة المتحدة، جيريمي غرينستوك، علناً هذه القراءة للقرار، مؤكدين أنَّ القرار 1441 لم يوفِّر «آلية» أو «محفزات خفية» لغزو ما دون مزيد من التشاور مع مجلس الأمن.
وقد منح القرار رقم 1441 العراق «فرصة أخيرة للانصياع لالتزاماته بنزع السلاح» وباشر عمليات تفتيش من جانب لجنة الامم المتحدة للمراقبة والتحقق والتفتيش والوكالة الدولية للطاقة الذرية. وقَبِل صدام القرار في 13 تشرين الثاني/نوفمبر وعاد المفتشون إلى العراق بتوجيه من رئيس أنموفيك هانس بليكس ومدير الوكالة الدولية للطاقة الذرية محمد البرادعي. وفي شباط فبراير 2003، «لم تعثر الوكالة الدولية للطاقة الذرية على أي دليل أو مؤشر معقول على إحياء برنامج للأسلحة النووية في العراق»؛ وخلصت الوكالة الدولية للطاقة الذرية إلى أنَّ بعض المواد التي كان يمكن استخدامها في أجهزة الطرد المركزي للتخصيب النووي، مثل أنابيب الألومنيوم، كانت في الواقع مخصصة لاستخدامات أخرى. «لم تعثر الأنموفيك على أي دليل على استمرار أو استئناف برامج أسلحة الدمار الشامل» أو على كميات كبيرة من المواد المجندة. وأشرفت لجنة الأمم المتحدة للرصد والتحقق والتفتيش على تدمير عدد صغير من الرؤوس الحربية الصاروخية الكيميائية الفارغة، و50 لتراً من غاز الخردل الذي أعلنه العراق وأغلقته لجنة الأمم المتحدة للرصد والتحقق والتفتيش في عام 1998، وكميات مختبرية من سلائف غاز الخردل، إلى جانب نحو 50 صاروخاً من طراز ”الصمود“ من تصميم ذكر العراق أنَّه لا يتجاوز المدى المسموح به وهو 150 كيلومترا، ولكنَّه سافر حتى 183 كيلومترا في تجارب. وقبل الغزو بقليل، ذكرت الأنموفيك أنَّ الأمر سيستغرق «شهوراً» للتحقق من إذعان العراق للقرار رقم 1441.
وفي تشرين الأول/أكتوبر 2002، صادق الكونغرس الأمريكى على «قرار العراق». وقد فوَّض القرار الرئيس «باستخدام كافة السبل الضرورية» ضدَّ العراق. حيث فضَّل الأميركيون الذين شملهم الاستطلاع في كانون الثاني يناير 2003 على نطاق واسع المزيد من الدبلوماسية على الغزو. ولكن في وقت لاحق من ذلك العام، بدأ الأمريكيون يوافقون على خطة بوش. قامت حكومة الولايات المتحدة بحملة علاقات عامة محلية مفصلة لتسويق الحرب لمواطنيها. اعتقد الأمريكيون بأغلبية ساحقة أنَّ صدام كان يملك أسلحة دمار شامل: 85% قالوا ذلك، على الرغم من أنَّ المفتشين لم يكشفوا عن تلك الأسلحة. ومن بين الذين اعتقدوا أنَّ العراق لديه أسلحة معزلة في مكان ما، رد حوالي نصفهم بأنَّه لن يُعثَر على أسلحة في القتال. بحلول شباط فبراير 2003، أيَّد 64% من الأمريكيين القيام بعمل عسكري لعزل صدام من السلطة.
وكانت فرق فرقة الأنشطة الخاصة التابعة لوكالة الاستخبارات المركزية، المؤلفة من ضباط العمليات شبه العسكرية وجنود مجموعة القوات الخاصة العاشرة، أول قوات أمريكية تدخل العراق، في تموز/يوليو 2002، قبل الغزو الرئيسي. وبمجرد وصولهم إلى الأرض، استعدوا لوصول القوات الخاصة للجيش الأمريكي في وقت لاحق لتنظيم البيشمركة الكردية. واجتمع هذا الفريق المشترك (المسمَّى عنصر الاتصال في شمال العراق) لهزيمة جماعة أنصار الإسلام، وهي جماعة لها صلات بتنظيم القاعدة، في كردستان العراق. وكانت هذه المعركة للسيطرة على الأراضي التي احتلتها أنصار الإسلام. وقد نفذها ضباط العمليات شبه العسكرية من شعبة الأنشطة الخاصة ومجموعة القوات الخاصة العاشرة في الجيش. وأسفرت هذه المعركة عن هزيمة جماعة أنصار الإسلام والاستيلاء على منشأة للأسلحة الكيميائية في سرغات. وكان سرغات المنشأة الوحيدة من نوعها التي اكتشفت في حرب العراق.
كما قامت أفرقة شعبة الأنشطة الخاصة بمهام خلف خطوط العدو لتحديد أهداف القيادة. وأدت هذه المهام إلى شنِّ غارات جوية أولية ضد صدام وكبار ضباطه. على الرغم من أنَّ الضربة ضد صدام لم تنجح في قتله، إلا أنَّها أنهت فعلياً قدرته على قيادة قواته والسيطرة عليها. كانت الضربات ضد كبار ضباط العراق أكثر نجاحاً وحطت بشكل كبير من قدرة القيادة العراقية على الرد على قوة الغزو التي تقودها الولايات المتحدة والمناورة ضدها. ونجح ضباط العمليات في شعبة الأنشطة الخاصة في إقناع ضباط الجيش العراقي الرئيسيين بتسليم وحداتهم بمجرد بدء القتال.
رفضت تركيا العضو في الناتو السماح للقوات الأمريكية عبر أراضيها بدخول شمال العراق. ولذلك، شكلت فرقة الأنشطة الخاصة المشتركة وفرق القوات الخاصة في الجيش والبيشمركة القوة الشمالية بأكملها ضد الجيش العراقي. تمكنوا من إبقاء الانقسامات الشمالية في مكانها بدلاً من السماح لهم بمساعدة زملائهم ضد قوة التحالف بقيادة الولايات المتحدة القادمة من الجنوب. حصل أربعة من ضباط وكالة المخابرات المركزية هؤلاء على نجمة المخابرات لأفعالهم.
في خطاب حالة الاتحاد لعام 2003 قال الرئيس بوش «إنَّنا نعلم أنَّ العراق في أواخر التسعينات كان لديه عدة معامل متحركة للأسلحة البيولوجية». وفي 5 شباط فبراير 2003، ألقى وزير الخارجية الأمريكي كولن باول كلمة أمام الجمعية العامة للأمم المتحدة، مواصلاً الجهود التي تبذلها الولايات المتحدة للحصول على إذن من الأمم المتحدة للقيام بالغزو. وكان عرضه على مجلس الأمن الدولي الذي احتوى على صورة «مختبر متحرك للأسلحة البيولوجية» بواسطة جهاز كمبيوتر. غير أنَّ هذه المعلومات استندت إلى ادعاءات رافد أحمد علوان الجنابي، المسمى كيرفبول العراقي المقيم في ألمانيا والذي اعترف فيما بعد بأنَّ ادعاءاته كاذبة.
كما قدم باول أدلة تزعم أنَّ العراق له علاقات مع القاعدة. ومتابعة لعرض باول، اقترحت الولايات المتحدة والمملكة المتحدة وبولندا وإيطاليا وأستراليا والدنمارك واليابان وإسبانيا قراراً يسمح باستخدام القوة في العراق، لكن أعضاء حلف شمال الأطلسي مثل كندا وفرنسا وألمانيا، إلى جانب روسيا، حثوا بقوة على مواصلة الدبلوماسية. وفي مواجهة تصويت خاسر، فضلاً عن الفيتو المحتمل من فرنسا وروسيا، سحبت الولايات المتحدة والمملكة المتحدة وبولندا وإسبانيا والدنمارك وإيطاليا واليابان وأستراليا قرارها في نهاية المطاف.
وتجمعت المعارضة للغزو في الاحتجاج المناهض للحرب في جميع أنحاء العالم في 15 شباط فبراير 2003 الذي اجتذب ما بين ستة وعشرة ملايين شخص في أكثر من 800 مدينة، وهو أكبر احتجاج من نوعه في تاريخ البشرية وفقا لكتاب غينيس للأرقام القياسية.
في 16 آذار مارس 2003، اجتمع في جزر الأزور رئيس الوزراء الإسباني خوسيه ماريا أثنار، ورئيس وزراء المملكة المتحدة، توني بلير، ورئيس الولايات المتحدة جورج دبليو بوش، ورئيس وزراء البرتغال، خوسيه مانويل دوراو باروسو، لمناقشة غزو العراق، واحتمال مشاركة إسبانيا في الحرب، فضلاً عن بداية الغزو. كان هذا اللقاء مثيراً للجدل للغاية في إسبانيا، حتى الآن لا يزال نقطة حساسة للغاية بالنسبة لحكومة أزنار. بعد عام تقريباً، عانت مدريد من أسوأ هجوم إرهابي في أوروبا منذ تفجير لوكربي، بدافع من قرار إسبانيا للمشاركة في حرب العراق، مما دفع بعض الإسبان إلى اتهام رئيس الوزراء بأنَّه مسؤول.
في آذار مارس 2003، بدأت الولايات المتحدة والمملكة المتحدة وبولندا وأستراليا وإسبانيا والدانمرك وإيطاليا التحضير لغزو العراق، مع مجموعة من العلاقات العامة والتحركات العسكرية. وفي خطابه الذي ألقاه يوم 17 آذار مارس من عام 2003 للأمة، طالب بوش صدام وولديه عدي و‌قصي بالاستسلام ومغادرة العراق، ومنحهم مهلة 48 ساعة.
عقد مجلس العموم البريطاني مناقشة حول شنِّ حرب في 18 آذار مارس 2003 حيث تمت الموافقة على اقتراح الحكومة بأغلبية 412 إلى 149. كان التصويت لحظة رئيسية في تاريخ إدارة بلير، حيث كان عدد أعضاء البرلمان الحكوميين الذين تمردوا ضد التصويت هو الأكبر منذ إلغاء قوانين الذرة في عام 1846.

## محاولات لتجنب الحرب
في كانون الأول (ديسمبر) 2002، اتصل ممثل رئيس المخابرات العراقية، اللواء طاهر جليل حبوش التكريتي، برئيس دائرة مكافحة الإرهاب السابق بوكالة المخابرات المركزية فنسنت كانيسترارو، وذكر أنَّ صدام «عَلِم بوجود حملة لربطه بـ11 سبتمبر وإثبات امتلاكه لأسلحة دمار شامل». وأضاف كانيسترارو أنَّ«العراقيين كانوا مستعدين لإرضاء هذه المخاوف. لقد أبلغت بالمحادثة إلى مستويات عليا في وزارة الخارجية وقيل لي أن أتنحى جانباً وسيتولون الأمر». وصرَّح كانيسترارو بأنَّ جميع العروض المقدمة «قُتلت» على يد إدارة جورج دبليو بوش؛ لأنَّها سمحت لصدام بالبقاء في السلطة، وهي نتيجة اعتُبرت غير مقبولة. وقد قيل إنَّ صدام حسين كان على استعداد للذهاب إلى المنفى إذا سُمح له بالاحتفاظ بمليار دولار أمريكي.
بعث مستشار الأمن القومي للرئيس المصري حسني مبارك، أسامة الباز، برسالة إلى وزارة الخارجية الأمريكية مفادها أنَّ العراقيين يريدون مناقشة الاتهامات بأنَّ البلاد تمتلك أسلحة دمار شامل وعلاقات مع القاعدة. حاول العراق أيضًا الوصول إلى الولايات المتحدة عبر أجهزة المخابرات السورية والفرنسية والألمانية والروسية.
في كانون الثاني (يناير) 2003، التقى اللبناني الأمريكي عماد الحاج مايكل مالوف من مكتب الخطط الخاصة بوزارة الدفاع الأمريكية. الحاج، من سكان بيروت، جندته الوزارة للمساعدة في الحرب على الإرهاب. وذكر أنَّ محمد ناصيف، أحد المساعدين المقربين من الرئيس السوري بشار الأسد، أعرب عن إحباطه من الصعوبات التي تواجهها سوريا في الاتصال بالولايات المتحدة، وحاول استخدامه كوسيط. رتَّب مالوف أن يلتقي هاج بالمدني ريتشارد بيرل، ثمَّ رئيس مجلس سياسة الدفاع.
في كانون الثاني (يناير) 2003، التقى الحاج برئيس العمليات الخارجية للمخابرات العراقية حسن العبيدي. وقال العبيدي لحاج إنَّ بغداد لم تفهم سبب استهدافهم وعدم امتلاكهم أسلحة دمار شامل. ثمَّ قدَّم عرضًا لواشنطن بإرسال 2000 عميل من مكتب التحقيقات الفيدرالي لتأكيد ذلك. بالإضافة إلى ذلك، عرض امتيازات بترولية لكنَّه لم يصل إلى حد تخلي صدام عن السلطة، واقترح بدلاً من ذلك إجراء الانتخابات في غضون عامين. في وقت لاحق، اقترح العبيدي أن يسافر الحاج إلى بغداد لإجراء محادثات. وقال أنَّه يقبل.
في وقت لاحق من ذلك الشهر، التقى الحاج باللواء حبوش ونائب رئيس الوزراء العراقي طارق عزيز. مُنحَ أولوية قصوى للشركات الأمريكية في مجال حقوق النفط والتعدين، والانتخابات التي تشرف عليها الأمم المتحدة، والتفتيش الأمريكي (مع ما يصل إلى 5000 مفتش)، وتسليم عميل القاعدة عبد الرحمن ياسين (المحتجز في العراق منذ 1994) كعلامة لحسن النية، وتقديم «الدعم الكامل لأية خطة أمريكية» في عملية السلام الإسرائيلية الفلسطينية. كما أعربوا عن رغبتهم في مقابلة كبار المسؤولين الأمريكيين. في 19 شباط فبراير، أرسل الحاج بالفاكس إلى مالوف تقريره عن الرحلة. أفاد مالوف أنَّه قدم الاقتراح إلى جيمي دوران. وينفي البنتاغون أن يكون وولفويتز أو رامسفيلد، رئيسا دوران، على علم بالخطة.
في 21 شباط فبراير، أبلغ مالوف دوران في رسالة بالبريد الإلكتروني أنَّ ريتشارد بيرل يرغب في مقابلة حاج والعراقيين إذا كان البنتاغون سيوضح ذلك. أجاب دوران "مايك، يعمل هذا. احتفظ بهذا التعليق." في 7 آذار مارس، التقى بيرل مع هيج في نايتسبريدج، وصرَّح بأنّه يريد متابعة الأمر أكثر مع أشخاص في واشنطن (كلاهما اعترف بالاجتماع). بعد بضعة أيام، أبلغ الحاج أنَّ واشنطن رفضت السماح له بمقابلة حبوش لمناقشة العرض (ذكر الحاج أنَّ ردَّ بيرل كان "أنَّ الإجماع في واشنطن كان محظورًا"). قال بيرل للتايمز : "كانت الرسالة" أخبرهم أنَّنا سنراهم في بغداد ".

## سبب الحرب والأساس المنطقي
قال الرئيس الأمريكي جورج بوش في تشرين الأول/أكتوبر 2002 أنَّ «السياسة التي أعلنتها الولايات المتحدة هي تغيير النظام (.) ولكن إذا ما امتثل صدام لجميع شروط الأمم المتحدة والشروط التي وصفتها بوضوح ويمكن أن يفهمها الجميع فإنَّ ذلك في حد ذاته سيشير إلى أنَّ النظام قد تغير». وكان بوش قد صرَّح في 6 مارس 2003 مستشهداً بتقارير من مصادر استخباراتية معينةبأنَّه يعتقد أنَّ صدام لم يذعن لقرار الأمم المتحدة رقم 1441.
في أيلول/سبتمبر 2002، قال توني بلير رداً على سؤال برلماني أنَّ «تغيير النظام في العراق سيكون أمراً رائعاً. ليس هذا هو الغرض من عملنا بل هدفنا نزع أسلحة الدمار الشامل العراقية». وفي تشرين الثاني/نوفمبر من ذلك العام، صرَّح بلير كذلك بأنَّه «فيما يتعلق بهدفنا، فإنَّ نزع السلاح وليس تغيير النظام هو هدفنا. الآن أعتقد أنَّ نظام صدام هو نظام وحشي وقمعي للغاية، وأعتقد أنَّه يُلحِق ضرراً هائلاً بالشعب العراقي ... لذلك ليس لدي شك في أنَّ صدام حسين سيئ جداً للعراق، لكن من جهة أخرى ليس لدي أي شك بأنَّ التحدي الذي نواجهه من قبل الأمم المتحدة هو نزع اسلحة الدمار الشامل وليس تغيير النظام».
وفي مؤتمر صحفى عُقِد يوم 31 كانون الثاني يناير من عام 2003، أكَّد بوش مجدداً أنَّ السبب الوحيد للغزو هو عدم قيام العراق بنزع سلاحه "وأنَّه يتعين على صدام حسين أن يفهم أنَّه إذا لم ينزع سلاحه، من أجل السلام، فإنَّنا، نحن وآخرين، سوف ننزع سلاح صدام حسين". وحتى 25 شباط فبراير 2003، كان لا يزال الخط الرسمي هو أنَّ السبب الوحيد للغزو هو عدم نزع السلاح. وكما أوضح بلير في تصريح أمام مجلس العموم ""إنَّني أكره نظامه. ولكنَّه حتى الآن يستطيع إنقاذه بالانصياع لمطلب الأمم المتحدة. وحتى الآن فإنَّنا على استعداد للقيام بخطوة إضافية لتحقيق نزع السلاح سلمياً".
ومن المبررات الإضافية المستخدمة في أوقات مختلفة انتهاك العراق لقرارات الأمم المتحدة، وقمع الحكومة العراقية لمواطنيها، والانتهاكات العراقية لوقف إطلاق النار في عام 1991.
وفي حين لم تقم الإدارة الأمريكية أبداً بربطٍ واضحٍ بين العراق وهجمات 11 أيلول/سبتمبر، إلا أنَّها لمَّحت مراراً وتكراراً إلى وجود صلة بينهما، مما خلق انطباعاً خاطئاً لدى الرأي العام الأمريكي. أشارت شهادة هيئة المحلفين الكبرى في محاكمات تفجير مركز التجارة العالمي عام 1993 إلى وجود العديد من الروابط المباشرة بين المفجرين وبغداد والدائرة 13 في المخابرات العراقية في ذلك الهجوم الأوَّلي بمناسبة الذكرى السنوية الثانية لاستسلام القوات المسلحة العراقية في عملية عاصفة الصحراء.
ولاحظ ستيفن كول مدير برنامج مواقف السياسة الدولية في جامعة ميريلاند في آذار مارس 2003 أنَّ «الإدارة نجحت في خلق شعور بوجود صلة ما (بين 11 سبتمبر وصدام حسين)». جاء ذلك في أعقاب استطلاع للرأي أجرته صحيفة النيويورك تايمز/CBS أظهر أنَّ 45% من الأمريكيين يعتقدون أنَّ صدام حسين كان «متورِّط شخصياً» في فظائع 11 سبتمبر. وكما لاحظت «كريستيان ساينس مونيتور» حينذاك، فإنَّ «مصادر مطَّلعة على الاستخبارات الأمريكية تقول أنَّه لا يوجد دليل على أنَّ صدام لعب دوراً في هجمات 11 سبتمبر، ولا أنَّه كان أو يساعد حالياً تنظيم القاعدة. ويبدو أنَّ البيت الأبيض يشجِّع هذا الانطباع الزائف، إذ يسعى إلى الحفاظ على الدعم الأميركي لحربٍ محتملة ضدَّ العراق وإظهار جدِّية الهدف في نظام صدام». ومضت لجنة الأمن الجماعي لتبلغ أنَّه في حين أظهرت بيانات استطلاعات الرأي التي تمَّ جمعها «مباشرة بعد 11 سبتمبر 2001» أنَّ 3% فقط ذكروا العراق أو صدام حسين، فإنَّ المواقف بحلول كانون الثاني يناير 2003 «تغيَّرت» حيث أظهر استطلاع للرأي أجراه نايت ريدر أنَّ 44% من الأمريكيين يعتقدون أنَّ «معظم» أو «بعض» الخاطفين في 11 سبتمبر كانوا مواطنين عراقيين.

### طائرات عراقية بدون طيار
في تشرين الأول/أكتوبر من عام 2002 قبل أيام قليلة من تصويت مجلس الشيوخ الأمريكي على التفويض باستخدام القوة العسكرية ضد العراق، تمَّ إخطار حوالى 75 من أعضاء مجلس الشيوخ في جلسة مغلقة بأنَّ الحكومة العراقية لديها وسائل توصيل أسلحة الدمار الشامل البيولوجية والكيماوية بطائرات بدون طيار يمكن إطلاقها من سفن قبالة ساحل الأطلنطي الأمريكي لمهاجمة المدن المطلَّة على البحر الشرقي الأمريكي. واقترح كولين باول في عرضه أمام الأمم المتحدة نقل طائرات بدون طيار من العراق ويمكن إطلاقها ضدَّ الولايات المتحدة.
وفي الواقع، لم يكن لدى العراق أسطول هجومي للطائرات بدون طيار أو أي قدرة على وضع طائرات بدون طيار على متن السفن. كان أسطول الطائرات بدون طيار العراقي يتألَّف من أقل من حفنة من طائرات التدريب التشيكية بدون طيار التي عفا عليها الزمن. في ذلك الوقت، كان هناك نزاع حاد داخل مجتمع الاستخبارات حول ما إذا كانت استنتاجات وكالة الاستخبارات المركزية حول أسطول الطائرات بدون طيار في العراق دقيقة. ونفت القوات الجوية الأمريكية تماماً امتلاك العراق لأي قدرة هجومية للطائرات بدون طيار.

### حقوق الإنسان
مع ضعف الأدلة التي تدعم الاتهامات الأمريكية والبريطانية بشأن أسلحة الدمار الشامل العراقية والصِلات بالإرهاب، حَوَّلَ بعض مؤيدي الغزو تبريرهم بشكل متزايد إلى انتهاكات حقوق الإنسان التي ارتكبتها حكومة صدام .  جادلت جماعات حقوقية بارزة مثل هيومن رايتس ووتش، مع ذلك، بأنَّهم يعتقدون أنَّ بواعث القلق المتعلقة بحقوق الإنسان لم تكن أبدًا مبررًا مركزيًا للغزو، ولا يعتقدون أنَّ التدخل العسكري كان مبررًا على أسس إنسانية، والأهم من ذلك أن «لم يكن القتل في العراق في ذلك الوقت من الطبيعة الاستثنائية التي تبرر مثل هذا التدخل».

## شرعية الغزو الأمريكي
حاطًا بقادة مجلس النواب ومجلس الشيوخ، عن القرار المشترك للسماح باستخدام القوات المسلحة الأمريكية ضدَّ العراق، 2 تشرين الأول/أكتوبر 2002.

### القانون المحلي للولايات المتحدة
تمَّ تمرير التفويض باستخدام القوة العسكرية ضدَّ قرار العراق لعام 2002 من قبل الكونغرس حيث صوت الجمهوريون بنسبة 98٪ لصالح مجلس الشيوخ و 97٪ لصالحه في مجلس النواب. أيَّد الديمقراطيون القرار المشترك 58٪ و 39٪ في مجلسي الشيوخ والنواب على التوالي. يؤكِّد القرار على تفويض دستور الولايات المتحدة والكونغرس للرئيس بمكافحة الإرهاب ضدَّ الولايات المتحدة. مستشهداّ بقانون تحرير العراق لعام 1998، كرَّر القرار أنَّه يجب أن تكون سياسة الولايات المتحدة لإزالة نظام صدام حسين وتعزيز استبدال ديمقراطي.
القرار «أيَّد» و «شجَّع» الجهود الدبلوماسية التي يبذلها الرئيس جورج دبليو بوش من أجل «التطبيق الصارم من خلال مجلس الأمن الدولي لجميع قرارات مجلس الأمن ذات الصلة بشأن العراق» و «الحصول على إجراء فوري وحاسم من قبل مجلس الأمن لضمان انسحاب العراق. استراتيجيتها المتمثلة في التأخير والتهرب وعدم الامتثال والامتثال الفوري والصارم لجميع قرارات مجلس الأمن ذات الصلة المتعلقة بالعراق». سمح القرار للرئيس بوش باستخدام القوات المسلحة للولايات المتحدة «كما يراها ضرورية ومناسبة» للدفاع عن الأمن القومي للولايات المتحدة ضدَّ التهديد المستمر الذي يشكِّله العراق.

### القانون الدولي
لقد تمَّ الطعن في شرعية غزو العراق بموجب القانون الدولي منذ بدايته على عدد من الجبهات، وألقى العديد من المؤيدين البارزين للغزو في جميع الدول الغازية شكوكًا علنية وسرية بشأن شرعيته. جادلت الحكومتان الأمريكية والبريطانية بأنَّ الغزو كان قانونيًا بالكامل؛ لأنَّ التفويض كان ضمنيًا من قبل مجلس الأمن التابع للأمم المتحدة. شجب خبراء قانونيون دوليون، بما في ذلك اللجنة الدولية للحقوقيين، ومجموعة من 31 أستاذ قانون كنديًا رائدًا، ولجنة المحامين المعنية بالسياسة النووية ومقرها الولايات المتحدة، هذا الأساس المنطقي.
في يوم الخميس 20 تشرين الثاني/نوفمبر 2003، زعم مقال نُشر في صحيفة الغارديان أنَّ ريتشارد بيرل - عضو بارز في اللجنة الاستشارية لمجلس سياسة الدفاع في الإدارة - أقرَّ بأنَّ الغزو كان غير قانوني ولكنَّه لا يزال مبررًا.
أصدر مجلس الأمن التابع للأمم المتحدة ما يقرب من 60 قرارًا بشأن العراق والكويت منذ غزو العراق للكويت في عام 1990. والأكثر صلة بهذا الموضوع هو القرار رقم 678 الصادر في 29 تشرين الثاني/نوفمبر 1990. وهو يخول "الدول الأعضاء التعاون مع حكومة دولة الكويت". أن تستخدم الكويت كافة الوسائل الضرورية "من أجل (1) تنفيذ قرار مجلس الأمن رقم 660 والقرارات الأخرى الداعية إلى إنهاء احتلال العراق للكويت وانسحاب القوات العراقية من الأراضي الكويتية و (2)" إعادة السِّلم والأمن الدوليين في البلاد. المنطقة." ولم يُلغى القرار 678 أو يُلغى بقرارات متتالية ولم يُزعم بعد عام 1991 أن يغزو العراق الكويت أو يهدد بفعل ذلك.
كان القرار 1441 هو الأبرز خلال الفترة التي سبقت الحرب وشكَّل الخلفية الرئيسية لخطاب وزير الخارجية كولن باول أمام مجلس الأمن قبل شهر واحد من الغزو. طبقًا للجنة التحقيق المستقلة التي شكَّلتها حكومة هولندا، فإنَّ قرار الأمم المتحدة رقم 1441 «لا يمكن تفسيره بشكل معقول (كما فعلت الحكومة الهولندية) على أنَّه يُسمح للدول الأعضاء باستخدام القوة العسكرية لإجبار العراق على الامتثال لأحكام القانون. قرارات مجلس الأمن». وبناءً على ذلك، خلصت اللجنة الهولندية إلى أنَّ غزو عام 2003 انتهك القانون الدولي.
الرئيس جورج دبليو بوش يخاطب الأمة من المكتب البيضاوي، 19 آذار مارس 2003، للإعلان عن بدء عملية تحرير العراق.
في الوقت نفسه، قدَّم مسؤولو إدارة بوش حجة قانونية موازية باستخدام القرارات السابقة، التي سمحت باستخدام القوة ردًا على غزو العراق للكويت عام 1990. تحت هذا المنطق، من خلال الإخفاق في نزع سلاحه والخضوع لعمليات التفتيش على الأسلحة، يكون العراق قد انتهك قراري مجلس الأمن الدولي رقم 660 و 678، ويمكن للولايات المتحدة أن تُجبر العراق قانونًا على الامتثال من خلال الوسائل العسكرية.
يجادل منتقدو وأنصار المبرر القانوني المستند إلى قرارات الأمم المتحدة بأنَّ الحق القانوني في تحديد كيفية تنفيذ قراراتها يقع على عاتق مجلس الأمن وحده، وليس مع الدول الفردية، وبالتالي فإنَّ غزو العراق لم يكن قانونيًا بموجب القانون الدولي، وفي انتهاك مباشر للمادة 2 (4) من ميثاق الأمم المتحدة.
في شباط فبراير 2006، ذكر لويس مورينو أوكامبو، المدعي العام الرئيسي للمحكمة الجنائية الدولية، أنَّه تلقَّى 240 رسالة منفصلة تتعلق بشرعية الحرب، والعديد منها يتعلق بالمشاركة البريطانية في الغزو. في رسالة موجَّهة إلى أصحاب الشكوى، أوضح السيد مورينو أوكامبو أنَّه لا يمكنه النظر إلا في القضايا المتعلقة بالسلوك أثناء الحرب وليس الشرعية الأساسية كجريمة عدوان محتملة لأنَّه لم يتم بعد اعتماد أي حكم «يحدد الجريمة وتحدد الشروط التي يجوز للمحكمة بموجبها ممارسة اختصاصها فيما يتعلق بها». في آذار مارس 2007 مقابلة مع صحيفة صنداي تلغراف، شجَّع مورينو أوكامبو العراق على التوقيع مع المحكمة حتى تتمكن من رفع قضايا تتعلق بجرائم الحرب المزعومة.
عقد عضو الكونغرس الأمريكي عن ولاية أوهايو، دينيس كوسينيتش، مؤتمراً صحفياً مساء يوم 24 نيسان أبريل 2007، كشف فيه قرار مجلس النواب الأمريكي رقم 333 والمواد الثلاثة الخاصة بإقالة نائب الرئيس ديك تشيني. واتهم تشيني بالتلاعب بأدلة برنامج التسلُّح العراقي، وخداع الأمة بشأن ارتباط العراق بالقاعدة، والتهديد بالعدوان على إيران بالمخالفة لميثاق الأمم المتحدة.

## الجوانب العسكرية

### دعم متعدد الأطراف
في تشرين الثاني (نوفمبر) 2002، أعلن الرئيس جورج دبليو بوش، أثناء زيارته لأوروبا لحضور قمة الناتو، أنه «إذا اختار الرئيس العراقي صدام حسين عدم نزع سلاحه، فإن الولايات المتحدة ستقود تحالفًا من الراغبين في نزع سلاحه».  بعد ذلك، استخدمت إدارة بوش لفترة وجيزة مصطلح تحالف الراغبين للإشارة إلى الدول التي دعمت، عسكريًا أو شفهيًا، العمل العسكري في العراق والوجود العسكري اللاحق في عراق ما بعد الغزو منذ عام 2003 . تضمنت القائمة الأصلية التي أعدت في آذار مارس 2003 49 عضوا. من بين هؤلاء الـ 49، ساهم ستة فقط إلى جانب الولايات المتحدة بقوات في قوة الغزو (المملكة المتحدة وأستراليا وبولندا وإسبانيا والبرتغال والدنمارك)، وقدم 33 عددًا من القوات لدعم الاحتلال بعد اكتمال الغزو. ستة أعضاء ليس لديهم جيش، مما يعني أنهم حجبوا القوات تمامًا.

### قوة الغزو
أشار تقرير القيادة المركزية الأمريكية، قائد المكون الجوي للقوات المشتركة، إلى أنه اعتبارًا من 30 نيسان أبريل 2003، تم نشر 466,985 جنديًا أمريكيًا لغزو العراق. وشمل ذلك؛
- عنصر القوات البرية: 336797 فردا
- الجيش الأمريكي، 233342
- احتياطي الجيش الأمريكي، 10683
- الحرس الوطني للجيش، 8866
- دبابة عراقية مدمرة.مشاة البحرية الأمريكية، 74405
- احتياطي البحرية الأمريكية، 9501

- عنصر القوات الجوية: 64246 فردا
- القوات الجوية الأمريكية، 54955
- احتياطي القوات الجوية الأمريكية، 2084
- الحرس الوطني الجوي، 7207

عنصر القوات البحرية: 63352 فردا
- البحرية الأمريكية، 61296، بما في ذلك 681 من أفراد خفر السواحل الأمريكي)
- احتياطي البحرية الأمريكية، 2,056

تم إرسال ما يقرب من 148000 جندي من الولايات المتحدة و 45000 جندي بريطاني و 2000 جندي أسترالي و 194 جنديًا بولنديًا من وحدة القوات الخاصة GROM إلى الكويت للغزو.  كما تم دعم قوة الغزو من قبل مقاتلي البشمركة الكردية العراقية، والذين يقدر عددهم بأكثر من 70.000.  في المراحل الأخيرة من الغزو، تم نشر 620 جنديًا من مجموعة المؤتمر الوطني العراقي المعارضة في جنوب العراق.
ساهمت كندا في تكتم ببعض الموارد العسكرية في الحملة، مثل أفراد من سلاح الجو الملكي الكندي الذين طواقم طائرات أمريكية في مهام في العراق من أجل التدريب باستخدام المنصات، وأحد عشر طاقمًا جويًا كنديًا كانوا يديرون طائرات أواكس .  كان للقوات المسلحة الكندية سفن وطائرات و 1200 من أفراد البحرية الملكية الكندية عند مصب الخليج العربي للمساعدة في دعم عملية الحرية الدائمة وأشارت برقية إعلامية أمريكية سرية إلى أنه على الرغم من الوعود العلنية للمسؤولين الكنديين بعدم استخدام هذه الأصول في دعم الحرب في العراق، «فإنها ستكون متاحة أيضًا لتقديم خدمات المرافقة في المضيق وإلا ستكون مفيدة بشكل سري الجهد العسكري».  ومع ذلك، أصدرت وزارة الدفاع الوطني أمرًا لقادة البحرية بعدم القيام بأي شيء لدعم العملية التي تقودها الولايات المتحدة، ومن غير المعروف ما إذا كان هذا الأمر قد تم كسره أم لا.  صرح يوجين لانج، رئيس أركان وزير الدفاع آنذاك جون ماك كالوم، أنه من «المحتمل جدًا» أن تدعم القوات الكندية العملية الأمريكية بشكل غير مباشر. وفقًا لانغ، دعا الجيش الكندي بقوة إلى المشاركة في الحرب العراقية بدلاً من الحرب في أفغانستان، وقررت كندا بشكل أساسي الاحتفاظ بأصولها في الخليج للحفاظ على علاقات جيدة مع أمريكا.  بعد الغزو، العميد والتر ناتينشيك، من الجيش الكندي، شغل منصب نائب القائد العام للفيلق متعدد الجنسيات في العراق، والذي كان يتألف من 35000 جندي أمريكي في عشرة ألوية منتشرة في جميع أنحاء العراق.
أعاقت بشدة خطط فتح جبهة ثانية في الشمال عندما رفضت تركيا استخدام أراضيها لمثل هذه الأغراض.  رداً على قرار تركيا، أسقطت الولايات المتحدة عدة آلاف من المظليين من اللواء 173 المحمول جواً في شمال العراق، وهو رقم أقل بكثير من فرقة المشاة الرابعة التي قوامها 15000 جندي والتي خططت الولايات المتحدة في الأصل لنشرها في الجبهة الشمالية.

### التحضير
دخلت الفرق شبه العسكرية التابعة لقسم الأنشطة الخاصة لوكالة المخابرات المركزية العراق في تموز/يوليو 2002 قبل غزو 2003. وبمجرد وصولهم إلى الأرض، استعدوا لوصول القوات العسكرية الأمريكية لاحقًا. ثم اندمجت فرق SAD مع القوات الخاصة للجيش الأمريكي لتنظيم البشمركة الكردية . اجتمع هذا الفريق المشترك لهزيمة أنصار الإسلام، حليف القاعدة، في معركة في الركن الشمالي الشرقي من العراق. تم تنفيذ الجانب الأمريكي من قبل ضباط شبه عسكريين من SAD ومجموعة القوات الخاصة العاشرة بالجيش .
قامت فرق SAD أيضًا بمهام استطلاع خاصة عالية المخاطر خلف الخطوط العراقية لتحديد أهداف القيادة العليا. أدت هذه المهام إلى الضربات الأولية ضد صدام حسين وضبّاطه الرئيسيين. على الرغم من أن الضربات الأولية ضد صدام لم تنجح في قتله ولا كبار ضباطه، إلا أنها نجحت في إنهاء القدرة على قيادة القوات العراقية والسيطرة عليها. كانت الضربات الأخرى ضد الضباط الرئيسيين ناجحة وأدت إلى تدهور كبير في قدرة القيادة على الرد والمناورة ضد قوة الغزو بقيادة الولايات المتحدة القادمة من الجنوب.
كما نجح ضباط عمليات SAD في إقناع كبار ضباط الجيش العراقي بتسليم وحداتهم بمجرد بدء القتال و / أو عدم معارضة قوة الغزو.  رفضت تركيا العضو في الناتو السماح باستخدام أراضيها للغزو. ونتيجة لذلك، شكلت الفرق المشتركة بين SAD / SOG والقوات الخاصة للجيش الأمريكي والبشمركة الكردية القوة الشمالية بأكملها ضد القوات الحكومية أثناء الغزو. أبقت جهودهم الفيلق الخامس من الجيش العراقي في مكانه للدفاع ضد الأكراد بدلاً من التحرك لمنافسة قوة التحالف.
وفقا للجنرال تومي فرانكس، فإن كذبة أبريل، وهو ضابط أمريكي يعمل سرا كدبلوماسي، اتصل به عميل استخبارات عراقي . ثم باعت كذبة أبريل خطط الغزو العراقية «السرية للغاية» المزيفة التي قدمها فريق فرانكس. وقد ضلل هذا الخداع الجيش العراقي بدفعه إلى نشر قوات كبيرة في شمال وغرب العراق تحسباً لهجمات عبر تركيا أو الأردن، وهو ما لم يحدث قط. هذا قلل بشكل كبير من القدرة الدفاعية في بقية العراق وسهل الهجمات الفعلية عبر الكويت والخليج العربي في الجنوب الشرقي.

### قوة الدفاع
تي 72 أسد بابل (أسد بابل)
كان عدد الأفراد في الجيش العراقي قبل الحرب غير مؤكد، لكن يُعتقد أنه كان سيئ التجهيز.  قدر المعهد الدولي للدراسات الاستراتيجية عدد القوات المسلحة العراقية بـ 389.000 (الجيش العراقي 350.000، البحرية العراقية 2000، القوات الجوية العراقية 20.000 والدفاع الجوي 17.000)، فدائيي صدام شبه العسكريين صدام 44.000، الحرس الجمهوري . 80000 واحتياطي 650.000.
وتشير تقديرات أخرى إلى أن عدد الجيش والحرس الجمهوري يتراوح بين 280.000 و 350.000 و 50.000 إلى 80.000 على التوالي،  والقوات شبه العسكرية بين 20.000 و 40.000.  كان هناك ما يقدر بثلاثة عشر فرقة مشاة وعشرة فرق ميكانيكية ومدرعات بالإضافة إلى بعض وحدات القوات الخاصة . لعبت القوات الجوية والبحرية العراقية دورًا ضئيلًا في الصراع.
أثناء الغزو، سافر متطوعون أجانب إلى العراق من سوريا وشاركوا في القتال، بقيادة فدائيي صدام. ليس معروفًا على وجه اليقين عدد المقاتلين الأجانب الذين قاتلوا في العراق عام 2003، ومع ذلك، قدر ضباط المخابرات في الفرقة الأمريكية البحرية الأولى أن 50 ٪ من جميع المقاتلين العراقيين في وسط العراق كانوا من الأجانب.
بالإضافة إلى ذلك، سيطرت جماعة أنصار الإسلام الكردية الإسلامية المتشددة على جزء صغير من شمال العراق في منطقة خارج سيطرة صدام حسين. كانت أنصار الإسلام تقاتل ضد القوات الكردية العلمانية منذ عام 2001. وفي وقت الغزو أرسلوا ما بين 600 إلى 800 مقاتل.  كان أنصار الإسلام بقيادة المتشدد الأردني المولد أبو مصعب الزرقاوي، الذي أصبح فيما بعد قائدًا مهمًا في التمرد العراقي . تم طرد جماعة أنصار الإسلام من العراق في أواخر آذار مارس من قبل قوة أمريكية كردية مشتركة خلال عملية فايكنغ هامر .

## الغزو
منذ حرب الخليج عام 1991، تعرضت الولايات المتحدة والمملكة المتحدة لهجوم من قبل الدفاعات الجوية العراقية أثناء فرض مناطق حظر الطيران العراقية .  وصف الأمين العام السابق للأمم المتحدة، بطرس بطرس غالي، ووزير الخارجية الفرنسي هوبير فيدرين هذه المناطق، والهجمات التي تهدف إلى فرضها، بأنها غير شرعية . كما أدانت دول أخرى، لا سيما روسيا والصين، المناطق باعتبارها انتهاكًا للسيادة العراقية. في منتصف عام 2002، بدأت الولايات المتحدة في اختيار أهداف في الجزء الجنوبي من البلاد بعناية أكبر لتعطيل هيكل القيادة العسكرية في العراق. تم الاعتراف بتغيير في تكتيكات الإنفاذ في ذلك الوقت، ولكن لم يتم الإعلان عن أن هذا كان جزءًا من خطة تُعرف باسم عملية التركيز الجنوبي .
كمية الذخائر التي ألقتها طائرات التحالف على المواقع العراقية في عامي 2001 و 2002 كانت أقل مما كانت عليه في عامي 1999 و 2000 خلال إدارة كلينتون.  ومع ذلك، أظهرت المعلومات التي حصل عليها الديمقراطيون الليبراليون في المملكة المتحدة أن المملكة المتحدة أسقطت ضعف عدد القنابل على العراق في النصف الثاني من عام 2002 كما فعلت خلال عام 2001 بأكمله. و 0.3 في نيسان أبريل 2002 إلى ما بين 7 و 14 طنًا شهريًا في أيار/مايو - آب/أغسطس، ووصل إلى ذروة ما قبل الحرب البالغة 54.6 طنًا في أيلول/سبتمبر - قبل موافقة الكونجرس الأمريكي في 11 تشرين الأول/أكتوبر على الغزو .
تضمنت هجمات 5 أيلول/سبتمبر هجومًا بأكثر من 100 طائرة على موقع الدفاع الجوي الرئيسي في غرب العراق. وفقًا لمقال افتتاحي في نيو ستيتسمان، كان هذا «يقع في أقصى حدود منطقة حظر الطيران الجنوبية، بعيدًا عن المناطق التي يجب تسيير دوريات لمنع الهجمات على الشيعة، وقد تم تدميره ليس لأنه كان يمثل تهديدًا الدوريات ولكن للسماح للقوات الخاصة المتحالفة التي تعمل من الأردن بدخول العراق دون ان تكتشف».
اعترف تومي فرانكس، الذي قاد غزو العراق، منذ ذلك الحين بأن القصف كان يهدف إلى «إضعاف» الدفاعات الجوية العراقية بنفس طريقة الهجمات الجوية التي بدأت حرب الخليج عام 1991. كانت هذه «الزيادات في النشاط»، على حد تعبير وزير الدفاع البريطاني آنذاك، جيف هون، تهدف إلى «الضغط على النظام العراقي» أو، كما ذكرت صحيفة «تايمز»، «لاستفزاز صدام حسين لإعطاء الحلفاء ذريعة للحرب.». في هذا الصدد، وكاستفزازات تهدف إلى بدء الحرب، خلصت المشورة القانونية المسربة من وزارة الخارجية البريطانية إلى أن مثل هذه الهجمات كانت غير قانونية بموجب القانون الدولي.
تم ذكر محاولة أخرى لإثارة الحرب في مذكرة مسربة من اجتماع بين جورج دبليو بوش وتوني بلير في 31 كانون الثاني يناير 2003 حيث زُعم أن بوش أخبر بلير أن «الولايات المتحدة كانت تفكر في تحليق طائرة استطلاع U2 بغطاء مقاتل فوق العراق، رسمت بألوان الامم المتحدة. لو أطلق صدام النار عليهم كان مخالفا».  في 17 آذار مارس 2003، أمهل الرئيس الأمريكي جورج دبليو بوش صدام حسين 48 ساعة لمغادرة البلاد مع ابنيه عدي وقصي، أو مواجهة الحرب.

### المهمة السابقة للقوات الخاصة في القائم
في ليلة 17 آذار مارس 2003، عبرت غالبية سرب B و D البريطاني الفوج 22 SAS، المعين باسم فرقة العمل 14، الحدود من الأردن لشن هجوم بري على موقع ذخائر كيميائية مشتبه به في محطة معالجة المياه في مدينة القائم . تم الإبلاغ عن أن الموقع ربما كان موقع إطلاق صواريخ سكود أو مستودع؛ ونقل المؤلف مارك نيكول عن ضابط في القوات الجوية الخاصة قوله «كان موقعًا تم فيه إطلاق صواريخ على إسرائيل في الماضي، وموقعًا ذا أهمية إستراتيجية لمواد أسلحة الدمار الشامل». تم نقل 60 فردًا من سرب D، جنبًا إلى جنب مع طائراتهم 'Pinkie' DPV (آخر مرة تم فيها استخدام المركبات قبل تقاعدهم)، 120 كم إلى العراق في 6 MH-47Dsفي 3 موجات. بعد إدخالهم، أنشأ السرب D دورية دورية في مكان بعيد خارج القائم وانتظر وصول السرب B، الذي كان قد تحرك براً من الأردن. تم اختراق نهجهم من المصنع، وتطور تبادل إطلاق نار انتهى بضرورة التخلي عن أحد الخنصر وتدميره. توقفت المحاولات المتكررة للهجوم على المصنع، مما أدى إلى قيام SAS باستدعاء غارة جوية أسكتت المعارضة.

### الطلقات الافتتاحية: إضراب مزارع الدورة
في الصباح الباكر من يوم 19 آذار مارس 2003، تخلت القوات الأمريكية عن خطة الضربات الأولية غير النووية بقطع الرأس ضد 55 من كبار المسؤولين العراقيين، في ضوء التقارير التي تفيد بأن صدام حسين كان يزور ولديه، عدي وقصي، في مزارع الدورة، ضمن مجتمع الدورة الزراعي في ضواحي بغداد .  في حوالي الساعة 04:42 بتوقيت بغداد،  أسقط مقاتلتان شبحان من طراز F-117 Nighthawk من سرب المقاتلات الاستكشافية الثامن  أربعة محسّنة وموجهة بالأقمار الصناعية من طراز GBU-27 ' Bunker Bustersفي المجمع. استكمالًا للقصف الجوي، تم إطلاق ما يقرب من 40 صاروخ كروز من طراز Tomahawk من عدة سفن، بما في ذلك طراد Ticonderoga من الدرجة USS  Cowpens، الذي يُنسب إليه أول هجوم،  مدمرات من فئة Arleigh Burke USS  Donald Cook و USS  Porter، بالإضافة إلى اثنتين غواصات في البحر الأحمر والخليج العربي .
أخطأت إحدى القنابل المجمع بالكامل وأخطأت الثلاثة الأخرى هدفهم، وسقطت على الجانب الآخر من جدار مجمع القصر.  لم يكن صدام حسين حاضراً، ولم يكن أي من أعضاء القيادة العراقية.  أسفر الهجوم عن مقتل مدني وإصابة 14 آخرين، بينهم أربعة رجال وتسع نساء وطفل.  أشارت مصادر لاحقة إلى أن صدام حسين لم يزر المزرعة منذ عام 1995،  بينما زعم آخرون أن صدام كان في المجمع ذلك الصباح، لكنه غادر قبل الضربة التي أمر بوش بتأجيلها حتى 48 ساعة. انتهى الموعد النهائي.

### هجوم الافتتاح
في 19 آذار مارس 2003 في تمام الساعة 21:00، تم تنفيذ الضربة الأولى للعملية من قبل أعضاء 160 SOAR : رحلة MH-60L DAPs (مخترقات العمل المباشر) وأربع رحلات `` Black Swarm '' - كل منها يتكون من زوج من AH-6M Little Birds و FLIR مجهزة MH-6M لتحديد أهداف AH-6s (تم تخصيص زوج من طائرات A-10A لكل رحلة سرب أسود) أشركت نقاط المراقبة المرئية العراقية على طول الحدود الجنوبية والغربية للعراق. في غضون سبع ساعات، تم تدمير أكثر من 70 موقعًا، مما حرم الجيش العراقي فعليًا من أي تحذير مبكر للغزو القادم. مع القضاء على المواقع، انطلقت أولى فرق طائرات الهليكوبتر من قوات العمليات الخاصة من قاعدة H-5 الجوية في الأردن، بما في ذلك دوريات محمولة على مركبات من المكونات البريطانية والأسترالية التي تم نقلها بواسطة MH-47Ds من 160 SOAR. اخترقت العناصر الأرضية من فرقة العمل Dagger و Task Force 20 و Task Force 14 و Task Force 64 السواتر الترابية على طول الحدود العراقية مع الأردن والمملكة العربية السعودية والكويت في ساعات الصباح الباكر وتوجهوا إلى العراق. بشكل غير رسمي، كان البريطانيون والأستراليون و Task Force 20 في العراق قبل أسابيع.
في 20 آذار / مارس 2003، في حوالي الساعة 2:30 مساءً بالتوقيت العالمي المنسق، في الساعة 05:34 بالتوقيت المحلي، سُمع دوي انفجارات في بغداد. تسلل مغاوير العمليات الخاصة من قسم الأنشطة الخاصة بوكالة المخابرات المركزية من عنصر الاتصال بشمال العراق إلى جميع أنحاء العراق واستدعوا الضربات الجوية المبكرة.  في الساعة 03:16 بالتوقيت العالمي المنسق، أو 10:16 مساءً بتوقيت شرق الولايات المتحدة، أعلن جورج دبليو بوش أنه أمر بشن هجوم على «أهداف مختارة ذات أهمية عسكرية» في العراق.  عندما أعطيت هذه الكلمة، عبرت القوات على أهبة الاستعداد الحدود إلى العراق.
دوامات طرف الجناح مرئية متخلفة من طائرة F-15E حيث تنفصل عن إعادة التزود بالوقود في الجو باستخدام KC-10 أثناء عملية حرية العراق
قبل الغزو، توقع العديد من المراقبين حملة طويلة من القصف الجوي قبل أي عمل بري، مع الأخذ في الاعتبار حرب الخليج الفارسي عام 1991 أو غزو أفغانستان عام 2001 . عمليا خططت الولايات المتحدة تصورت هجمات جوية وبرية متزامنة لتعطيل القوات العراقية بسرعة مما أدى إلى الصدمة والرعب.حملة عسكرية تحاول تجاوز الوحدات العسكرية العراقية والمدن في معظم الحالات. كان الافتراض هو أن التنقل الفائق والتنسيق بين قوات التحالف سيسمح لها بمهاجمة قلب هيكل القيادة العراقية وتدميره في وقت قصير، وأن هذا من شأنه أن يقلل من وفيات المدنيين والأضرار التي لحقت بالبنية التحتية. كان من المتوقع أن يؤدي القضاء على القيادة إلى انهيار القوات العراقية والحكومة، وأن الكثير من السكان سوف يدعمون الغزاة بمجرد إضعاف الحكومة. اعتُبر احتلال المدن والهجمات على الوحدات العسكرية الطرفية عوامل إلهاء غير مرغوب فيها.
بعد قرار تركيا برفض أي استخدام رسمي لأراضيها، اضطر التحالف إلى تعديل الهجوم المتزامن المخطط له من الشمال والجنوب.  تمكنت قوات العمليات الخاصة من وكالة المخابرات المركزية والجيش الأمريكي من بناء وقيادة البشمركة الكردية في قوة فعالة وهجوم على الشمال. كانت القواعد الأساسية للغزو في الكويت والخليج العربي الآخرالدول. كانت إحدى نتائج ذلك أن إحدى الفرق المخصصة للغزو أُجبرت على الانتقال ولم تكن قادرة على المشاركة في الغزو حتى نهاية الحرب. شعر العديد من المراقبين أن التحالف كرس أعدادًا كافية من القوات للغزو، ولكن تم سحب الكثير جدًا بعد انتهائه، وأن الفشل في احتلال المدن وضعهم في وضع غير مواتٍ لتحقيق الأمن والنظام في جميع أنحاء البلاد عندما فشل الدعم المحلي في ذلك. يلبي التوقعات.
صورة ناسا لاندسات 7 لبغداد، 2 نيسان أبريل 2003. الخطوط السوداء عبارة عن دخان من حرائق آبار النفط في محاولة لعرقلة القوات الجوية المهاجمة
كان الغزو سريعًا، مما أدى إلى انهيار الحكومة العراقية والجيش العراقي في حوالي ثلاثة أسابيع. تم الاستيلاء على البنية التحتية النفطية في العراق بسرعة وتأمينها بأضرار محدودة في ذلك الوقت. كان تأمين البنية التحتية النفطية ذا أهمية كبيرة. في حرب الخليج الأولى، أثناء انسحابه من الكويت، أضرم الجيش العراقي النار في العديد من آبار النفط وألقى بالنفط في مياه الخليج. كان هذا لإخفاء تحركات القوات وتشتيت انتباه قوات التحالف. قبل الغزو عام 2003، قامت القوات العراقية بتلغيم حوالي 400 بئر نفط حول البصرة وشبه جزيرة الفاو بالمتفجرات.  أطلقت قوات التحالف هجومًا جويًا وهجوم برمائي على شبه جزيرة الفاو خلال ساعات الإغلاق يوم 19 آذار مارس لتأمين حقول النفط هناك؛ تم دعم الهجوم البرمائي بواسطة سفن حربية تابعة للبحرية الملكية والبحرية البولندية والبحرية الملكية الأسترالية .
في غضون ذلك، هاجم سلاح الجو الملكي من أسراب 9 و 617 أنظمة دفاع الرادار التي تحمي بغداد، لكنه خسر تورنادو في 22 آذار مارس مع الطيار والملاح (ملازم الطيران كيفن ماين وملازم الطيران ديف ويليامز)، أسقطهما أحد صاروخ باتريوت الأمريكي لدى عودتهم إلى قاعدتهم الجوية في الكويت.  في 1 نيسان أبريل، تحطمت طائرة F-14 من USS Kitty Hawk في جنوب العراق بسبب عطل في المحرك،  وسقطت طائرة S-3B Viking من على سطح كوكبة USS بعد عطل و AV-8B ذهبت طائرة هارير القفز النفاثة إلى الخليج أثناء محاولتها الهبوط على حاملة الطائرات يو إس إس ناسو .
هاجم لواء الكوماندوز البريطاني 3، مع فريق القوارب الخاص 22 التابع للبحرية الأمريكية، وحدة المهام الثانية،  بالإضافة إلى وحدة المشاة البحرية الخامسة عشرة التابعة لقوات مشاة البحرية الأمريكية ووحدة القوات الخاصة البولندية GROM المرفقة بميناء أم قصر . هناك واجهوا مقاومة شديدة من قبل القوات العراقية. قُتل ما مجموعه 14 من قوات التحالف و 30-40 جنديًا عراقيًا، وأسر 450 عراقيًا. كما قام لواء الهجوم الجوي 16 التابع للجيش البريطاني إلى جانب عناصر من فوج القوات الجوية الملكية بتأمين حقول النفط في جنوب العراق في أماكن مثلالرميلة بينما استولت القوات الخاصة البولندية على منصات النفط البحرية بالقرب من الميناء، مما منع تدميرها. على الرغم من التقدم السريع لقوات الغزو، تم تدمير حوالي 44 بئراً نفطياً وإضرام النار فيها بالمتفجرات العراقية أو بالنيران العرضية. ومع ذلك، سرعان ما تم إغلاق الآبار وإخماد الحرائق، مما منع الأضرار البيئية وفقدان الطاقة الإنتاجية التي حدثت في نهاية حرب الخليج.
تمشيا مع خطة التقدم السريع، تحركت فرقة المشاة الثالثة الأمريكية غربًا ثم شمالًا عبر الصحراء الغربية باتجاه بغداد، بينما تحركت فرقة مشاة البحرية الأولى على طول الطريق السريع 1 عبر وسط البلاد، وتحركت الفرقة المدرعة الأولى (المملكة المتحدة) شمالا عبر المستنقعات الشرقية.
خلال الأسبوع الأول من الحرب، أطلقت القوات العراقية صاروخ سكود على مركز تقييم تحديث ساحة المعركة الأمريكية في معسكر الدوحة، الكويت. تم اعتراض الصاروخ وإسقاطه بصاروخ باتريوت قبل ثوان من ضرب المجمع. بعد ذلك، هاجم اثنان من طراز A-10 Warthogs قاذفة الصواريخ.

#### معركة الناصرية
المقال الرئيسي: معركة الناصرية
في البداية، قاتلت الفرقة البحرية الأولى (الولايات المتحدة) عبر حقول نفط الرميلة، وانتقلت شمالًا إلى الناصرية - وهي مدينة متوسطة الحجم يهيمن عليها الشيعة وتتمتع بأهمية إستراتيجية مهمة باعتبارها تقاطع طرق رئيسي وقربها من مطار طليل القريب. . كما كانت تقع بالقرب من عدد من الجسور ذات الأهمية الاستراتيجية على نهر الفرات . تم الدفاع عن المدينة بمزيج من وحدات الجيش العراقي النظامي وأنصار البعث والفدائيين من كل من العراق والخارج. هزمت فرقة المشاة الثالثة التابعة للجيش الأمريكي القوات العراقية المتحصنة في وحول المطار وتجاوزت المدينة إلى الغرب.
دمرت عربة قتال برمائية أميركية قرب الناصرية
في 23 مارس، تعرضت قافلة من فرقة المشاة الثالثة، بما في ذلك الجنديات الأمريكيات جيسيكا لينش، وشوشانا جونسون، ولوري بيستيوا، لكمين بعد أن اتخذت منعطفًا خاطئًا في المدينة. قُتل 11 جنديًا أمريكيًا، وأُسر سبعة، من بينهم لينش وجونسون.  توفي بيستيوا متأثراً بجراحه بعد وقت قصير من أسره، في حين تم إنقاذ أسرى الحرب الخمسة المتبقين في وقت لاحق. يُعتقد أن بيستيوا، التي كانت من مدينة توبا بولاية أريزونا، وعضوًا مسجلاً في قبيلة هوبي، كانت أول امرأة أمريكية من السكان الأصليين تُقتل في معركة في حرب خارجية. في نفس اليوم، دخلت مشاة البحرية الأمريكية من الفرقة البحرية الثانية الناصرية بقوة، وواجهت مقاومة شديدة أثناء تحركهم لتأمين جسرين رئيسيين في المدينة. قُتل العديد من مشاة البحرية خلال معركة بالأسلحة النارية مع فدائيين في قتال في المدن. وفي قناة صدام قتل 18 من مشاة البحرية في قتال عنيف مع جنود عراقيين. تورطت طائرة تابعة للقوات الجوية من طراز A-10 في حالة نيران صديقة أسفرت عن مقتل ستة من مشاة البحرية عندما هاجمت بطريق الخطأ مركبة برمائية أمريكية. تم تدمير مركبتين أخريين عندما قتل وابل من قذائف آر بي جي ونيران الأسلحة الصغيرة معظم جنود مشاة البحرية في الداخل.  أحد أفراد مشاة البحرية من مجموعة المراقبة الجوية البحرية 28استشهد بنيران العدو وغرق مهندسان من مشاة البحرية في قناة صدام. تم تأمين الجسور وأنشأت الفرقة البحرية الثانية محيطًا حول المدينة.
في مساء يوم 24 آذار/مارس، توغلت كتيبة الاستطلاع المدرعة الخفيفة الثانية، والتي كانت ملحقة بالفوج القتالي الأول (RCT-1)، عبر الناصرية وأقامت محيطًا على بعد 15 كيلومترًا (9.3 ميلًا) شمال المدينة. تعزيزات عراقية من الكوتشنت عدة هجمات مضادة. تمكنت قوات المارينز من صدهم باستخدام نيران غير مباشرة ودعم جوي قريب. تم هزيمة آخر هجوم عراقي فجر اليوم. وقدرت الكتيبة أن 200-300 جندي عراقي قتلوا، دون أن يسقط أي قتيل أمريكي. تم إعلان مدينة الناصرية آمنة، لكن هجمات الفدائيين العراقيين استمرت. كانت هذه الهجمات غير منسقة، وأسفرت عن معارك نارية أدت إلى مقتل العديد من الفدائيين. بسبب موقع الناصرية الاستراتيجي كتقاطع طرق، حدث اختناق كبير عندما تحركت القوات الأمريكية شمالًا على الطرق السريعة المحيطة بالمدينة.
مع تأمين مطاري الناصرية وطليل، اكتسبت قوات التحالف مركزًا لوجستيًا مهمًا في جنوب العراق واتخذت من الجليبة مطاراً استكشافياً EAF وتسليمية على ظهر الناقلة FOB ولتكون مركز إدامة للقوات المتقدمة، على بعد حوالي 10 أميال (16 كم) خارج الناصرية. وسرعان ما تم إحضار قوات وإمدادات إضافية من خلال قاعدة العمليات المتقدمة هذه. واصلت الفرقة 101 المحمولة جوا هجومها شمالا دعما لفرقة المشاة الثالثة.
بحلول 28 آذار مارس، أدت عاصفة رملية شديدة إلى إبطاء تقدم التحالف حيث أوقفت فرقة المشاة الثالثة حركتها باتجاه الشمال في منتصف الطريق بين النجف وكربلاء. وأوقفت العمليات الجوية بطائرات الهليكوبتر التي كانت مهيأة لجلب تعزيزات من الفرقة 101 المحمولة جوا لمدة ثلاثة أيام. كان هناك قتال عنيف بشكل خاص في وحول الجسر بالقرب من بلدة الكفل.

#### معركة النجف
كانت معركة شرسة أخرى في النجف، حيث خاضت وحدات محمولة جواً ووحدات مدرعة أمريكية بدعم جوي بريطاني معركة ضارية مع النظاميين العراقيين ووحدات الحرس الجمهوري والقوات شبه العسكرية. بدأ الأمر بطائرات الهليكوبتر الحربية الأمريكية AH-64 Apache التي كانت في مهمة لمهاجمة الوحدات المدرعة التابعة للحرس الجمهوري. أثناء تحليقها على ارتفاع منخفض، تعرضت طائرات أباتشي لنيران ثقيلة مضادة للطائرات وأسلحة صغيرة وقذائف آر بي جي، مما أدى إلى إلحاق أضرار جسيمة بالعديد من المروحيات وإسقاط واحدة، مما أحبط الهجوم.  هاجموا مرة أخرى بنجاح في 26 آذار مارس، هذه المرة بعد وابل مدفعي قبل المهمة وبدعم من طائرات F / A-18 هورنت، مع عدم فقدان أي طائرات حربية.
دخلت بطارية الدفاع الجوي التابعة للواء القتالي الأول، وبعد قتال عنيف مع فدائيين عراقيين محصنين، استولت على جسر استراتيجي في النجف يعرف باسم «الهدف جنكينز». ثم تعرضوا لهجمات مضادة شرسة من قبل القوات العراقية والفدائيين الذين فشلوا في طرد القوات الأمريكية من مواقعهم. بعد 36 ساعة من القتال على الجسر في النجف، هزم العراقيون، وتم تأمين الجسر الرئيسي، وعزل النجف عن الشمال.
هاجمت الفرقة 101 المحمولة جواً في 29 آذار مارس، بدعم من كتيبة من الفرقة المدرعة الأولى، القوات العراقية في الجزء الجنوبي من المدينة بالقرب من مسجد الإمام علي واستولت على مطار النجف.  قتل انتحاري أربعة أمريكيين . في 31 آذار / مارس قامت الفرقة 101 بعملية استطلاع بقوة في النجف. في 1 نيسان أبريل، أطلقت عناصر من الفوج 70 مدرع «رعد رعد»، وهو هجوم مدرع عبر وسط مدينة النجف، وبدعم جوي، هزموا القوات العراقية بعد عدة أيام من القتال العنيف وأمنوا المدينة بحلول 4 نيسان أبريل.

#### معركة البصرة
كانت مدينة أم قصر العراقية أول عقبة بريطانية. واجهت قوة بولندية بريطانية أمريكية مشتركة مقاومة شديدة بشكل غير متوقع، واستغرق الأمر عدة أيام لتطهير القوات العراقية. أبعد الشمال، اللواء البريطاني السابع المدرع («جرذان الصحراء»)، شق طريقه إلى البصرة ثاني أكبر مدينة في العراق، في 6 نيسان أبريل، حيث تعرض لهجوم مستمر من قبل النظاميين والفدائيين، بينما قامت الكتيبة الثالثة، فوج المظليين، بتطهير المدينة. «الحي القديم» من المدينة الذي كان يتعذر على السيارات الوصول إليه. تحقق دخول البصرة بعد أسبوعين من القتال العنيف، بما في ذلك معركة بالدبابات عندما كان الحرس الملكي الإسكتلندي دراجون .دمرت 14 دبابة عراقية في 27 آذار مارس. تم نشر عدد قليل من أعضاء السرب D، البريطاني SAS، في جنوب العراق لدعم تقدم التحالف في البصرة، وأجرى الفريق استطلاعًا للطريق الأمامي وتسلل إلى المدينة وشن ضربات على القيادة الموالية للبعث.
بدأت عناصر من الفرقة المدرعة الأولى (المملكة المتحدة) في التقدم شمالًا نحو المواقع الأمريكية حول العمارة في 9 نيسان أبريل. استمر النقص في الكهرباء والمياه طوال فترة الصراع، وبدأت أعمال النهب مع انهيار القوات العراقية. بينما بدأت قوات التحالف العمل مع الشرطة العراقية المحلية لفرض النظام، قام فريق مشترك مكون من المهندسين الملكيين والفيلق اللوجستي الملكي التابع للجيش البريطاني بإنشاء وإصلاح مرافق بناء السفن بسرعة للسماح بوصول المساعدات الإنسانية من السفن التي تصل إلى الميناء. مدينة أم قصر .
بعد تقدم أولي سريع، حدث التوقف الرئيسي الأول بالقرب من كربلاء . هناك، واجهت عناصر الجيش الأمريكي مقاومة من القوات العراقية التي تدافع عن المدن والجسور الرئيسية على طول نهر الفرات. وهددت هذه القوات باعتراض طرق الإمداد مع تحرك القوات الأمريكية شمالاً. في نهاية المطاف، قامت قوات من الفرقة 101 المحمولة جواً التابعة للجيش الأمريكي بتأمين مدينتي النجف وكربلاء لمنع أي هجمات مضادة عراقية على خطوط اتصالات فرقة المشاة الثالثة بينما كانت الفرقة تضغط على تقدمها نحو بغداد.
قُتل أحد عشر جنديًا بريطانيًا، بينما قُتل 395-515 جنديًا عراقيًا غير نظاميين وفدائيين.

### معركة كربلاء
كانت فجوة كربلاء عبارة عن شريط من الأرض بعرض 20-25 ميلا مع نهر الفرات من الشرق وبحيرة الرزازة من الغرب. اعترف القادة العراقيون بهذا الشريط من الأرض كنهج رئيسي لبغداد، ودافع عنه بعض أفضل وحدات الحرس الجمهوري العراقي . كانت القيادة العراقية العليا قد وضعت في الأصل فرقتين من الحرس الجمهوري لصد فجوة كربلاء.  عانت هذه القوات هنا من غارات جوية عنيفة للتحالف. ومع ذلك، فقد قام التحالف منذ بداية آذار مارس بعملية خداع إستراتيجية لإقناع العراقيين بأن فرقة المشاة الرابعة الأمريكية ستشن هجوما كبيرا على شمال العراق من تركيا.
نجحت خطة الخداع هذه، وفي 2 نيسان أبريل أعلن قصي حسين نجل صدام أن الغزو الأمريكي من الجنوب كان خدعة وأمر بإعادة انتشار القوات من جبهة كربلاء إلى شمال بغداد. واحتج الفريق الركن رعد الحمداني، قائد منطقة كربلاء، على ذلك وقال إنه ما لم يتم دفع تعزيزات إلى فجوة كربلاء على الفور لمنع الاختراق، فإن القوات الأمريكية ستصل بغداد في غضون 48 ساعة، لكن اقتراحاته لم تلق آذاناً صاغية. . واندفعت القوات الأمريكية عبر الثغرة ووصلت إلى نهر الفرات في بلدة المسيب. في المسيب، عبرت القوات الأمريكية نهر الفرات في قوارب واستولت على جسر القائد الحيوي عبر نهر الفرات بعد أن فشلت فرق الهدم العراقية في تدميره في الوقت المناسب.
شن اللواء 10 مدرع من فرقة المدينة المنورة واللواء 22 مدرع من فرقة نبوخذ نصر، بدعم من المدفعية، هجمات ليلية على رأس جسر أمريكي في المسيب. تم صد الهجوم بنيران الدبابات وصواريخ المدفعية، مما أدى إلى تدمير أو تعطيل كل دبابة عراقية في الهجوم. في صباح اليوم التالي، أطلقت طائرات التحالف وطائرات الهليكوبتر النار على وحدات الحرس الجمهوري، مما أدى إلى تدمير العديد من المركبات بالإضافة إلى البنية التحتية للاتصالات. تحطمت وحدات الحرس الجمهوري تحت قوة النيران الهائلة وتدفقت القوات الأمريكية عبر الثغرة وصاعدا إلى بغداد.

### عمليات خاصة

#### التسلل الأولي
كان السرب B، Delta Force (المعروف باسم "Wolverines")، برفقة العديد من فرق التكتيكات الخاصة للقوات الجوية، واستخبارات دلتا واستحواذ الهدف [ التوضيح مطلوب ]، والعديد من فرق الكلاب العاملة العسكرية واثنان من المترجمين العراقيين الأمريكيين، أول قوات العمليات الخاصة الأمريكية وحدة لدخول غرب العراق، عبر الحدود من عرعر في 15 مركبة مخصصة للعمليات الخاصة من طراز Pinzgauer 6x6 وعدة شاحنات بيك آب مسلحة من نوع تويوتا هيلوكس. كجزء من فرقة العمل 20، كان دورهم الرسمي هو إجراء SSE المختار ذي الأولوية العالية على منشآت الأسلحة الكيماوية المشتبه بها قبل التوجه إلى مجمع سد حديثة. على طول الطريق، دعمت دلتا الاستيلاء على قاعدة H-3 الجوية ونفذت أيضًا العديد من عمليات الخداع لإرباك العراقيين بشأن تنظيم قوات التحالف في الغرب. من الجنوب، قبل أسبوع من بدء الغزو، تم اختراق عضوين من مفرزة دلتا التابعة لفريق القارب الخاص 22 وقائد سرب الهجوم 539 مغاوير البحرية الملكية، إلى جنوب العراق من قبل عملاء المخابرات الكويتية من أجل جمع معلومات استخباراتية حاسمة للقوات البحرية. الاعتداء القادم على ميناء أم قصر.

#### عملية الصف والصقر
في 18 آذار مارس 2003، تسلل سربان B و D من الفوج 22 SAS البريطاني إلى العراق بكامل قوته (سرب D جواً وسرب B عن طريق الأرض) إلى جانب السرب الأول الأسترالي SASR وتوجه إلى H-2 و H-3 Air قاعدة . أقاموا نقاط مراقبة واستدعوا ضربات جوية هزمت المدافعين العراقيين. استحوذت الأسراب البريطانية والأسترالية مجتمعة على H-2 دون معارضة تقريبًا. تم تأمين H-3 في 25 آذار مارس بمساعدة أعضاء من قوة دلتا وبواسطة Green Beret ODAs من شركة Bravo، الكتيبة الأولى 5 SFG؛ شركة رينجرز ومشاة البحرية الملكية من 45 كوماندوزطار من الأردن إلى القواعد وسلمت لهم القاعدة. انتقلت فرق SAS إلى الهدف التالي - تقاطع الطريقين السريعين الرئيسيين اللذين يربطان بغداد بسوريا والأردن،  حيث شارك كلا السربين في تنفيذ عمليات اعتراض أهداف القيادة العراقية الهاربة المتجهة إلى سوريا.
في السابق، قام 16 من سرب (ج) من سرب D باستطلاع سريع لمنشأة تابعة للجيش العراقي بالقرب من الحدود السورية، تلاه هجوم مضايقات على الموقع، ونفذ جنديان آخران كمائن متحركة على الوحدات العراقية في المنطقة، على الرغم من أنهم كانوا هم أنفسهم كذلك. تطاردها وحدة كبيرة من فدائيي صدام مثبتة على متن مركبات.
في شمال العراق في أوائل آذار مارس، قام فريق استطلاع صغير من السرب M التابع لخدمة القوارب البريطانية الخاصة مثبتة على سيارات هوندا ATV التي تم إدخالها في العراق من الأردن. كانت مهمتها الأولى إجراء استطلاع لقاعدة جوية عراقية في الصحراء. تعرض الفريق للخطر من قبل وحدة فدائيين مناهضة للقوات الخاصة ونجا بصعوبة بفضل طائرة أمريكية من طراز F-15E قامت بغطاء جوي للفريق وطائرة شينوك تابعة لسلاح الجو الملكي التي أخرجت الفريق من تحت أنوف فدائيين. تم إطلاق عملية SBS ثانية أكبر من قبل السرب M بكامل قوته في مزيج من لاند روفر ومركبات ATV في شمال العراق من قاعدة H-2 الجوية، وكان الهدف هو تحديد موقع، وإجراء اتصالات، والاستسلام للفيلق الخامس من الجيش العراقي في مكان ما. في الماضي تكريت ومسح وتحديد مناطق إنزال مؤقتة قابلة للحياة لقوات المتابعة. لكن السرب تعرض للخطر من قبل راعي ماعز؛ وقامت فرقة SBS بالقيادة لعدة أيام في حين لم تكن معروفة لهم من قبل وحدات الفدائيين المناوئة للقوات الخاصة. في موقع بين عشية وضحاها بالقرب من الموصل، نصب الفدائيون كمينًا للسرب بمدافع رشاشة ثقيلة من نوع DShK وقذائف آر بي جي، وردت SBS بإطلاق النار وبدأت في إطلاق النار من T-72، تبعثر السرب ونجا من الفخ جيد البناء. تعثر عدد من سيارات لاندروفر في واد قريب، ففجروا المركبات وتركوها - على الرغم من أن العديد منها لم ينفجر وتم الاستيلاء عليها وعرضها على التلفزيون العراقي. كانت SBS الآن في ثلاث مجموعات متميزة: واحدة مع عدة لاندروفر عاملة كانت تلاحقها قوة الصياد العراقية، والثانية مجهزة بشكل أساسي بمركبات ATV ومحاولة ترتيب الاستخراج، والثالثة مع مشغلين اثنين فقط على مركبة ATV تسابقت من أجل الحدود السورية. حاولت المجموعة الأولى استدعاء طائرات التحالف الهجومية لكن الطائرة لم تستطع تحديد القوات الصديقة لأن SBS لم تكن مجهزة بأجهزة تعمل بالأشعة تحت الحمراء - على الرغم من أن مركباتهم كانت تحتوي على وحدات Blue Force Tracker، وصلوا في النهاية إلى نقطة التقاء طارئة واستخرجوا بواسطة سلاح الجو الملكي من طراز شينوك. تم انتشال المجموعة الثانية أيضًا من قبل سلاح الجو الملكي البريطاني من طراز شينوك والمجموعة الثالثة وصلت إلى سوريا وتم احتجازها هناك حتى تم التفاوض على إطلاق سراحهم، ولم تكن هناك خسائر في SBS.

#### عملية فايكنغ هامر
في الساعات الأولى من يوم 21 آذار / مارس 2003، وكجزء من عملية فايكنغ هامر، أصابت 64 صاروخا من طراز توماهوك مخيم أنصار الإسلام والمواقع المحيطة به، وكانت المجموعة الإرهابية - وعددها حوالي 700 - تسكن في واد بالقرب من حلبجة كردستان العراق، على طول مع فصيل منشق كردي صغير؛ لقد أعدوا عددًا من المواقع الدفاعية بما في ذلك المدافع الرشاشة المضادة للطائرات وحافظوا على منشأة اشتبهت فيها المخابرات الأمريكية، والتي ربما تم تطوير العناصر الكيميائية والبيولوجية فيها وتخزينها لهجمات إرهابية في المستقبل. كان من المقرر أن يبدأ فايكنغ هامر في 21 آذار مارس، ومع ذلك، تم تأجيل المكون الأرضي للعملية عدة أيام بسبب المشكلات المتعلقة بالتسلل إلى معظم الكتيبة الثالثة من الكتيبة العاشرة SFG إلى العراق.  استسلمت الجماعة الإسلامية في كردستان بعد أن قُتل 100 رجل في ضربات 21 مارس / آذار.
في 28 آذار مارس 2003، تم إطلاق العنصر الأرضي لعملية فايكنغ هامر أخيرًا بتقدم من ستة محاور، كل شوكة تتكون من عدة مساعدات إنمائية رسمية من الكتيبة الثالثة، الكتيبة العاشرة وما يزيد عن 1000 مقاتل من البشمركة الكردية. انطلق التقدم الرئيسي باتجاه سرجات - موقع موقع الأسلحة الكيماوية والبيولوجية المشتبه به؛ وسرعان ما تم تقييد القوة بنيران مدفع رشاش ثقيل من طراز DShK من التلال المحيطة. استجاب زوجان من طائرات F / A-18 التابعة للبحرية الأمريكية لطلب CAS العاجل من القوة وأسقط اثنان من طراز JDAMs 500 رطلعلى أعشاش مدفع رشاش أنصار الإسلام وقصف المواقع بمدفع 20 ملم قبل المغادرة بسبب نقص الوقود. بدأ التقدم مرة أخرى فقط ليتم إيقافه مرة أخرى بنيران من أعشاش مدفع رشاش DShK و PKM، ونشر Green Berets من ODA 081 قاذفة قنابل Mk 19 من الجزء الخلفي من Toyota Tacoma وقمع مواقع البندقية مما سمح للبيشمركة بالهجوم والقضاء على الإرهابيين. بعد الاستيلاء على بلدة غلب، واصلت القوة إلى قرية سرغات. كانت القرية محصنة بشكل مكثف من خلال مواقع قتالية محصنة مثبتة على مدافع رشاشة DShK وقذائف هاون بالإضافة إلى العديد من BM-21 Grad . غير قادر على استدعاء الضربات الجوية بسبب قرب البيشمركة، استخدم رقيب غرين بيريت طائرة M2 HMG مفكوكة لقمع الإرهابيين الراسخين، سمحت أفعاله لقوات البشمركة بتقديم مدافع هاون ومدافع جراد عيار 82 ملم، الأمر الذي أجبر مقاتلي أنصار الإسلام على التراجع. تقدمت فرقة العمل الفايكنج لتأمين وادي دارامار - الذي كان محاطًا بالكهوف في الجدران الصخرية - اشتبك البشمركة مرة أخرى بنيران الأسلحة الصغيرة وقذائف الآر بي جي التي ردت هي ووكالة المساعدة الإنمائية الرسمية على النيران بأسلحة ثقيلة، ومع ذلك، أصبح من الواضح أنهم لم يتمكنوا من ذلك. لن تتقدم أكثر بدون دعم جوي. لطرد الإرهابيين، تم إرفاق وحدات التحكم القتالية بالمساعدات الإنمائية الرسمية الموجهة في طائرات F / A-18 التابعة للبحرية الأمريكية والتي أسقطت ستة قذائف JDAM سعة 500 رطل والتي أوقفت أي مقاومة أخرى. خلال الليل، أربع طائرات حربية من طراز AC-130واصل الضغط على إرهابيي أنصار الإسلام المنسحبين أثناء انسحابهم باتجاه الحدود الإيرانية. في اليوم التالي، استولت فرقة الفايكنج على الأرض المرتفعة ودفعت للأسفل عبر الوادي - محاصرة وقتل جيوبًا صغيرة من فلول أنصار الإسلام. مع استكمال أهدافهم، عادت الكتيبة الثالثة والبشمركة إلى الخط الأخضر للمساعدة في الدفع باتجاه كركوك والموصل. تم إحضار فريق متخصص من SSE لتوثيق الاكتشاف في Sargat، واستعاد الفريق آثار العديد من المواد الكيميائية بما في ذلك Ricin إلى جانب مخزون من بدلات واقية من NBC وحاقن الأتروبين وأدلة عربية عن الأسلحة الكيميائية والعبوات الناسفة .أعمال بناء. يقدر عدد قتلى أنصار الإسلام بأكثر من 300 قتيل، العديد منهم من المقاتلين الأجانب، بينما قتل 22 فقط من مقاتلي البشمركة.

### عمليات خاصة بشمال العراق
في الشمال أيضًا، كان لمجموعة القوات الخاصة العاشرة وضباط وكالة المخابرات المركزية من قسم الأنشطة الخاصة مهمة مساعدة الأحزاب الكردية، والاتحاد الوطني الكردستاني والحزب الديمقراطي الكردستاني، الحكام الفعليين لكردستان العراق منذ ذلك الحين . 1991 وتوظيفهم ضد 13 فرقة عراقية قرب كركوك والموصل.  حظرت تركيا رسميًا على أي من قوات التحالف استخدام قواعدها أو مجالها الجوي، لذلك كان على العناصر الرئيسية في المجموعة العاشرة من SFG إجراء تسلل التفافي. كان من المفترض أن تستغرق رحلتهم أربع ساعات ولكن بدلاً من ذلك استغرقت عشر ساعات. في 22 آذار مارس 2003، طارت غالبية الكتيبتين الثانية والثالثة من الكتيبتين العاشرة SFG، من فرقة العمل فايكنغ من منطقة انطلاقهم الأمامية في كونستانتا، رومانيا إلى موقع بالقرب من أربيل على متن ست طائرات قتالية من طراز MC-130H، شارك العديد منها في الدفاعات الجوية العراقية في الرحلة إلى شمال العراق (تعرضت إحداها لأضرار كافية لدرجة أنها اضطرت إلى الهبوط اضطرارياً في قاعدة إنجرليك الجوية). ونشرت عملية الرفع الأولية 19 مساعدة إنمائية رسمية لـ Green Beret وأربعة مكاتب ODB في شمال العراق.  بعد ساعات من أول رحلة جوية من هذا القبيل، سمحت تركيا باستخدام مجالها الجوي وتسللت بقية المجموعة العاشرة من مجموعة SFG. وكانت المهمة الأولية هي تدمير قاعدة جماعة أنصار الإسلام الإرهابية الكردية. يعتقد أنه مرتبط بالقاعدة. تضمنت المهام المتزامنة والمتابعة مهاجمة وإصلاح القوات العراقية في الشمال، وبالتالي منع انتشارها في الجبهة الجنوبية والجهد الرئيسي للغزو.  في نهاية المطاف، بلغ عدد قوة عمل الفايكنج 51 مساعدة إنمائية رسمية و ODBs جنبًا إلى جنب مع حوالي 60.000 من ميليشيا البشمركة الكردية التابعة للاتحاد الوطني الكردستاني.
في 26 آذار مارس 2003، عزز اللواء 173 المحمول جواً من الجبهة الشمالية للغزو من خلال الهبوط بالمظلات في شمال العراق على مطار بشور، الذي كان يسيطر عليه في ذلك الوقت عناصر من القوات المسلحة العراقية العاشرة والبشمركة الكردية. أدى سقوط كركوك في 10 نيسان أبريل 2003 إلى المجموعة العاشرة من مجموعات SFG و CIA شبه العسكرية والبشمركة الكردية إلى حدوث هجوم 173 المخطط له، مما حال دون مشاركة الوحدة في القتال ضد القوات العراقية أثناء الغزو.
بعد معركة سد حديثة، سلمت قوة دلتا السد إلى الرينجرز وتوجهت شمالًا للقيام بنصب الكمائن على طول الطريق السريع فوق تكريت، وربط القوات العراقية في المنطقة ومحاولة الاستيلاء على أهداف عالية القيمة الفارة التي تحاول الفرار إلى سوريا.
في 2 نيسان أبريل، اشتبكت دلتا بنصف دزينة من المركبات العسكرية المسلحة من الفدائيين المناهضين للقوات الخاصة التي قاتلت سابقًا SBS، وأصيب اثنان من مشغلي دلتا (أحدهما خطير)، وطلب السرب إخلاءًا طبيًا جويًا عاجلاً وفرضًا فوريًا قريبًا وصل الدعم كشركة من التعزيزات العراقية المحمولة بالشاحنات. استجابت طائرتان من طراز MH-60K Blackhawks تحملان فريقًا طبيًا للقفز المظلي واثنين من DAPs MH-60L من 160 SOAR وأشركت العراقيين، مما سمح لمشغلي دلتا بنقل إصاباتهم إلى HLZ للطوارئ وتم نقلهم إلى H-1 برفقة زوج من A-10As، ولكن الرقيب الرئيسيتوفي جورج فرنانديز. بقيت DAPs في موقعها واستمرت في الاشتباك مع العراقيين، ودمرت شاحنة تحمل مدفع هاون والعديد من فرق المشاة، بينما قتل قناصة دلتا جندي المشاة العراقي أثناء إطلاق النار على DAPs، وصل زوج آخر من A-10A وألقى قنابل من طراز A-10A في غضون 20 مترًا من وقتل عدد كبير من جنود المشاة العراقيين في مواقع الدلتا في أحد الوادي. اكتشف DAPs عدة وحدات عراقية واشتبكوا معهم حتى انخفض الوقود بشكل خطير.
شنت فرقة Viking عملية للاستيلاء على بلدة عين سفني، كانت المدينة ذات أهمية إستراتيجية لأنها تمتد على الطريق السريع الرئيسي المؤدي إلى الموصل .بمجرد سقوط المدينة، سيكون من الواضح للتحالف التقدم نحو الموصل. استدعت المساعدة الإنمائية الرسمية من المجموعتين الثالثة والعاشرة من مجموعة SFG غارات جوية على الحاميات العراقية في المدينة وحولها، مما تسبب في فرار العديد من المجندين العراقيين، بحلول 5 نيسان أبريل 2003، بدا أنه لم يتبق سوى فصيلتين عراقيتين في المدينة. في 6 أبريل / نيسان، هاجمت المساعدة الإنمائية الرسمية 051 و 055 و 056 البلدة - قدمت المساعدة الإنمائية الرسمية 055 و 056 الدعم الناري إلى جانب فرق الأسلحة الثقيلة في البشمركة، في حين نفذت المساعدة الإنمائية الرسمية 51 الهجوم الفعلي على المدينة. مع تقدم ODA 51 بحذر على القرية، تعرضت لنيران كثيفة - اتضح أن فصيلتي العراقيين أقرب إلى قوة الكتيبة ومجهزة بأسلحة ثقيلة مثل قذائف هاون 82 ملم ومدافع مضادة للطائرات وقطعة مدفعية. بعد 4 ساعات من الغارات الجوية من طراز F / A-18 ونيران الأسلحة الثقيلة المستمرة من ODA 055 و 056، دخلت القوة المهاجمة عين سفني؛
في 6 نيسان أبريل 2003، كانت ODA 391 و ODA 392 من SFG الثالث و ODA 044 من SFG 10 مع حوالي 150 مقاتلاً كرديًا القوة الرئيسية المشاركة في معركة Debecka Pass .
في 9 نيسان أبريل، طوقت تسع مساعدات إنمائية رسمية من FOB 103 كركوك بعد قتال عنيف للاستيلاء على التلال المطلة على مقاربات المدينة، وكان الاستيلاء المبكر على مدينة طوز المجاورة قد كسر إلى حد كبير إرادة الجيش العراقي ولم يبق سوى الفدائيين في كركوك. دخلت وحدات المساعدة الإنمائية الرسمية الأولى المدينة في اليوم التالي، بعد أسبوع، تسلمت الفرقة 173 المحمولة جواً المسؤولية عن المدينة، بعد بعض المناوشات الصغيرة التي هربها الفدائيون.  انطلاقًا من MSS Grizzly، شنت دلتا عمليات لاعتراض حزب البعث HVTs على الطريق السريع 1 (تم تأمين الطريق السريع 2 و 4 في غرب العراق من قبل فرق SAS البريطانية و SAS الأسترالية)، في 9 نيسان أبريل، استولى الفريق المشترك على مطار قرب تكريت.
جاء الاحتلال الناجح لكركوك بعد قرابة أسبوعين من القتال الذي شمل معركة الخط الأخضر (الحدود غير الرسمية لمنطقة الحكم الذاتي الكردية) وما تلاها من معركة كاني دوملان ريدج (خط التلال الممتد من الشمال الغربي إلى الجنوب الشرقي من كركوك). قاتل الأخير حصريًا من قبل الكتيبة الثالثة، الكتيبة العاشرة SFG والبشمركة الكردية ضد الفيلق الأول العراقي . سيتولى اللواء 173 في نهاية المطاف المسؤولية عن كركوك بعد أيام، ليشارك في القتال ضد التمرد ويبقى هناك حتى يتم إعادة انتشاره بعد عام.
في 11 نيسان أبريل، تقدم عنصر متقدم من FOB 102 لا يزيد عن 30 من القبعات الخضراء إلى الموصل، وكان المتقدم قد أعقب عدة أيام من الضربات الجوية الشديدة على ثلاث فرق عراقية تدافع عن الموصل. في 13 نيسان أبريل، صدرت أوامر للكتيبة الثالثة من الكتيبة الثالثة SFG وكتيبة من الفرقة الجبلية العاشرة إلى الموصل للتخفيف عن المجموعة العاشرة SFG وحلفائهم من البيشمركة.  مزيد من العمليات المعززة في شمال العراق، الوحدة الاستكشافية البحرية السادسة والعشرون (العمليات الخاصة القادرة)، التي تعمل كقوة الإنزال الأسطول السادس، تم نشرها في نيسان أبريل إلى أربيل ثم الموصل عبر رحلات مشاة البحرية KC-130 . حافظت الوحدة 26 MEU (SOC) على أمن مطار الموصل والمنطقة المحيطة بها حتى الإغاثة من قبل الفرقة 101 المحمولة جواً.

#### عمليات خاصة في جنوب العراق
في 21 آذار مارس، عبرت المساعدة الإنمائية الرسمية رقم 554 لشركة برافو، الكتيبة الثانية، الكتيبة الخامسة، الحدود مع مشاة البحرية الأمريكية لدعم الاستيلاء على حقول النفط في الرميلة والتي تم تأمينها لاحقًا من قبل القوات البريطانية؛ سافر نصف الفريق في وقت لاحق إلى ضواحي البصرة ونجح في اختيار أربعة فنيين عراقيين في صناعة النفط تم تجنيدهم من قبل وكالة المخابرات المركزية للمساعدة في حماية حقول النفط من الدمار، ثم انضموا لاحقًا إلى النصف الآخر من الفريق وقاتلوا فرقًا متنقلة من فدائيين. كانت المهمة التالية لـ ODAs هي العمل مع شيخ جندته وكالة المخابرات المركزية ومساعدة القوات البريطانية في تحديد الأهداف حول البصرة. سرعان ما أنشأت ODA شبكة مخبرين، وفي النهاية ساعدوا البريطانيين في اعتقال حوالي 170 فدائيًا في المدينة؛ تم استبدالهم في النهاية بأعضاء من سرب G 22 فوج SAS.

#### معركة سد حديثة
وقعت معركة سد حديثة في 24 آذار مارس 2003، قام رينجرز من الكتيبة الثالثة، فوج الحارس 75، بإنزال مظلة قتالية على قاعدة H-1 الجوية، مما أدى إلى تأمين الموقع كمنطقة انطلاق للعمليات في الغرب. قاد مشغلو استطلاع قوة دلتا عبر الخطوط العراقية حول سد حديثة على مركبات ATV المخصصة، وضع علامات على أهداف ضربات التحالف الجوية مما أدى في نهاية المطاف إلى تدمير عدد كبير من المركبات المدرعة العراقية وأنظمة مضادة للطائرات. أشار استطلاع دلتا للسد إلى أن هناك حاجة إلى قوة أكبر للاستيلاء عليه، لذلك تم تقديم طلب والموافقة على إرسال سرب دلتا ثان من Fort Bragg مع كتيبة رينجر أخرى، إلى جانب دبابات M1A1 Abrams من شركة C، درع الكتيبة الثانية 70 . طار C-17 الشركة من طليل إلى H-1 ثم إلى MSS (موقع دعم البعثة) Grizzly - وهو قطاع صحراوي أنشأته قوة دلتا الواقعة بين حديثة وتكريت؛ تم نقل السرب C، قوة دلتا مباشرة إلى MSS Grizzly.
في 1 نيسان أبريل، قام السرب C و Delta Force و 3 / 75th Ranger بهجوم بري ليلي في Pinzgauers الخاصة بهمو GMVs مقابل مجمع سد حديثة. استولت ثلاث فصائل من رينجرز على المباني الإدارية للسدود مع القليل من المعارضة الأولية، في حين كان زوج من البنادق من طراز AH-6M Six Guns يدوران في سماء المنطقة. بعد الفجر، أطلق قناص من رينجر النار وقتل 3 عراقيين كانوا يحملون قذائف آر بي جي على الجانب الغربي من السد، واشتبك رينجرز على الجانب الشرقي مع شاحنة تقل مشاة، مما أدى إلى عقد لمدة ساعة. جنوب السد، كانت فصيلة أخرى من فصيلة رينجر تؤمن محطة توليد الكهرباء في السد ومحول الكهرباء ضد التخريب، وكانت فصيلة أخرى محتلة إقامة مواقع سد على الطريق الرئيسي المؤدي إلى مجمع السد. وتعرضت مواقع الحجب لقصف متقطع بقذائف الهاون، مما أدى إلى تحليق طائرات AH-6M بعدة مدافع لإسكات مواقع الهاون، مما أدى إلى إطلاق قذائف هاون أخرى. تم إطلاق النار من جزيرة صغيرة بواسطة فريق Ranger Javelin. لمدة خمسة أيام، واصلت القوات العراقية مضايقة الرينجرز في السد، بشكل أساسي بنيران المدفعية وقذائف الهاون العرضية إلى جانب العديد من الهجمات المضادة للمشاة ضد المواقع المحاصرة؛ الشهد نظام صواريخ HIMARS نشره القتالي الأول في السد - إطلاق مهام مضادة للبطاريات، قُتل 3 رينجرز في 3 نيسان أبريل بواسطة سيارة مفخخة في مواقع الحظر، وكانت السيارة تقودها امرأة عراقية حامل تتصرف في حالة حزن وتطلب الماء. ألقى رينجرز القبض على مراقب أمامي عراقي كان يرتدي زي مدني بعد إغراق زورقه بنيران 0.50 سعرة حرارية، وكان لدى المراقب خرائط لمواقع رينجرز.

#### الهدف بيفر
أشارت المعلومات الاستخبارية إلى أن مخزون الأسلحة الكيماوية والبيولوجية ربما كان موجودًا في مجمع يعرف باسم مركز أبحاث القادسية على طول شاطئ خزان القادسية بين المباني الحكومية والسكنية، مساء 26 آذار مارس، عنصر هجوم DEVGRU بدعم من شركة B، الكتيبة الثانية، فوج الحارس 75 بالاعتداء على المجمع (الاسم الرمزي بيفر الهدف). في حين أن أول أربع طائرات من طراز MH-60K أدخلت رينجرز في مواقع الحجب، فقد اشتبكت بنيران أسلحة صغيرة من مبنى قريب، رصدت AH-6M ومضات الفوهة وأطلقت صاروخ 2.75 بوصة في الموقع لإسكات نيران الأسلحة الصغيرة، والثانية MH-60K أصيبت أيضًا بنيران أسلحة صغيرة لكن مدفعي بابها قمعها. اشتبكت A-10A في محولات الكهرباء القريبة بنجاح في تعتيم المنطقة، لكنها أسفرت عن سلسلة من الانفجارات ونشوب حريق في المحطات التي أضاءت السماء بشكل كبير - تحديد المروحيات التي تدور في مدار لمسلحي العدو. ازداد نيران الأسلحة الصغيرة حيث أدخلت آخر طائرتين من طراز MH-60K فرق الحجب، وأصيب حارس واحد، استمر زوجا AH-6Ms و MH-60L DAPs الداعمين للمهمة في قمع الأهداف حيث تم إدخال أربعة MH-47Es التي تحمل قوة الهجوم الرئيسية DEVGRU تحت نيران أسلحة خفيفة للعدو الثقيل بينما كانت فرق قنص DEVGRU على متن زوج من MH-6Ms اشتبكت العديد من المسلحين والمركبات، وأصيب أحد أفراد طاقم Nightstalker أثناء إقلاع MH-47Es. نفذت الأختام عملية SSE متسرعة بينما تلقت مواقع الحارس الحاجزة النيران وأصدرت النيران، واصلت AH-6M والقناصة الجويون الاشتباك مع مسلحي العدو بينما توغلت DAPs لضمان عدم الاقتراب من التعزيزات - اشتبكت ودمرت العديد من الفدائيين الفدائيين. استغرق SSE وقتًا أطول من المتوقع نظرًا لحجم المبنى وهيكله الشبيه بالمتاهة، اكتملت المهمة بعد 45 دقيقة،

#### العمليات في غرب العراق
عبرت سرايا برافو وتشارلي من الكتيبة الأولى من الكتيبة الخامسة SFG حدود الكويت في H-Hour بمساعدة ODA 531 باستخدام خرق رسوم الهدم لتمهيد الطريق عبر السواتر الرملية. أخذت سبع مساعدات إنمائية رسمية لشركة تشارلي في 35 مركبة مربع العمليات الجنوبي الشرقي للصحراء الغربية متجهة نحو مدن نوكياب والحبارية ومودياسيس، وانقسمت المساعدة الإنمائية الرسمية رقم 534 و 532 للتوجه إلى المنطقة المحيطة بـ نوكياب بحثًا عن مواقع إطلاق صواريخ سكود- بي المتنقلة. قام ODA 532 أيضًا بإدراج محطة طقس متنقلة زودت المخططين بتحديثات حيوية في الوقت الحقيقي للطقس في ساحة المعركة. انطلقت سرية برافو نحو مدينة الرطبة المركزية وقاعدة H-3 الجوية مع ستة ODAs و ODB (مفرزة العمليات برافو). قامت ODA 523 و 524 بتفتيش منشأة تخزين Scud-B المشتبه بها بينما تم تكليف ODA 521 و 525 بتطهير العديد من المطارات المهجورة، مع عدم وجود أي علامة على قاذفات صواريخ سكود، نشرت ODA 525 فريق استطلاع خاص لإجراء مراقبة نمط الحياة في بلدة Ar الرطبة. استدعى فريق مؤلف من شخصين زوجًا من طائرات F-16C Fighting Falcons القريبة لتدمير منشأة تحديد اتجاه لاسلكية للجيش العراقي تم تحديدها. تم نشر فريق استطلاع ثان من ODA 525 لتغطية الطريقين السريعين المؤديين إلى الرطبة، ولكن مع تعرض الفريق للخطر من قبل البدو المتجولين الذين أبلغوا حامية الجيش العراقي في الرطبة بوجود الفرق وموقعها، وعربات فنية عراقية مسلحة بطاقم الفدائيين انطلقوا للبحث عنهم، لذلك ركبت القبعات الخضراء مركباتهم GMV، تركوا مخبئهم ووجدوا موقعًا لنصب كمين للفدائيين، تحت وطأة النار الذي تراجع عنه الفدائيون. حاولت ODA 525 الارتباط بفريق الاستطلاع المكون من شخصين وإخراجها إلى بر الأمان، لكن أعدادًا كبيرة من المركبات العراقية بدأت في الخروج من المدينة إليها، وطالبت المساعدة الإنمائية الرسمية بالدعم الجوي الفوري. أثناء الانتظار، أطلق فريق الاستطلاع ومارينز الاستحواذ على الهدف النار على قادة الفدائيين ببندقية قنص MK12 المكبوتة واتصلوا بـ ODA 521 (الذين كانوا يقومون بإخلاء المشتبه بهم شرق المدينة) وعززوا المساعدة الإنمائية الرسمية 525. في غضون دقائق، وصلت F-16Cs وشاركت مركبات الفدائيين، حاولت قافلة أخرى من الفدائيين الالتفاف على ODA 525 لكنها اصطدمت بنادق ODA 524، بعد 4 ساعات من الضربات الجوية المستمرة والعقابية على فدائيين المحاصرين، تمكنت ثماني مركبات GMV من ODA 521 و 525 من استخراج فريق الاستطلاع المكشوف تحت غطاء قاذفة إستراتيجية B-1B، وانسحبت المركبات إلى منطقة انطلاق ODB 520s جنوب الرطبة. قُتل أكثر من 100 من مقاتلي الفدائيين ودمرت أربع عربات مسلحة. إلى الغرب، عززت ODA 523 ODA 524، لكنها اصطدمت بزوج من العربات المسلحة على الطريق السريع، وكلاهما دمرتهما GMVs، وتوقف Green Berets عن إطلاق النار عندما دخلت عربة محطة مدنية مليئة بالأطفال العراقيين في منتصف تبادل إطلاق النار. حدد ODA 522 أيضًا مركبتين فدائيين مسلحتين تتقدمان على الطريق السريع باتجاه ODA 523، ونصبوا كمينًا لهم، ودمروا المركبات وقتلوا 15 فدائيًا. قُتل أكثر من 100 من مقاتلي الفدائيين ودمرت أربع عربات مسلحة. إلى الغرب، عززت ODA 523 ODA 524، لكنها اصطدمت بزوج من العربات المسلحة على الطريق السريع، وكلاهما دمرتهما GMVs، وتوقف Green Berets عن إطلاق النار عندما دخلت عربة محطة مدنية مليئة بالأطفال العراقيين في منتصف تبادل إطلاق النار. حدد ODA 522 أيضًا مركبتين فدائيين مسلحتين تتقدمان على الطريق السريع باتجاه ODA 523، ونصبوا كمينًا لهم، ودمروا المركبات وقتلوا 15 فدائيًا. قُتل أكثر من 100 من مقاتلي الفدائيين ودمرت أربع عربات مسلحة. إلى الغرب، عززت ODA 523 ODA 524، لكنها اصطدمت بزوج من العربات المسلحة على الطريق السريع، وكلاهما دمرتهما GMVs، وتوقف Green Berets عن إطلاق النار عندما دخلت عربة محطة مدنية مليئة بالأطفال العراقيين في منتصف تبادل إطلاق النار. حدد ODA 522 أيضًا مركبتين فدائيين مسلحتين تتقدمان على الطريق السريع باتجاه ODA 523، ونصبوا كمينًا لهم، ودمروا المركبات وقتلوا 15 فدائيًا.
كان الهدف الاستراتيجي للمساعدات الإنمائية الرسمية للقوات الخاصة التابعة للجيش الأمريكي هو إغلاق طرق الإمداد الرئيسية ومنع الوصول حول الرطبة وقاعدة H-3 الجوية المهمة استراتيجيًا، والتي كانت تدافع عنها كتيبة من القوات العراقية وأعداد كبيرة من الجنود والمتحركين. بنادق ثابتة مضادة للطائرات. في 24 آذار مارس 2003، استدعت المساعدة الإنمائية الرسمية المحيطة بدعم من فرقة العمل 7 (الخدمة الجوية البريطانية الخاصة) وفرقة العمل 64 (فوج الخدمة الجوية الأسترالية الخاصة) في 24 ساعة ثابتة من الضربات الجوية الدقيقة على H-3 باستخدام محددات الهدف SOFLAM، القصف الجوي أجبرت الآليات العسكرية العراقية على مغادرة القاعدة والتوجه نحو بغداد. ODA 521 بسبب مشاهدة الطريق السريع الذي كانوا يسافرون فيه، نصب كمينًا للقافلة التي دمرت شاحنة محمولة على ZU-23، ألقيت القافلة في حالة من الفوضى، وحالت عاصفة رملية دون استدعاء المساعدة الإنمائية الرسمية في الضربات الجوية وتناثرت القافلة في الصحراء. قامت شركة Bravo 5th SFG وقوات التحالف SOF بتأمين المطار، وإيجاد نظام صواريخ رولاند أرض-جو، وحوالي 80 مدفع مدفع مضاد للطائرات متنوع بما في ذلك ZSU-23-4 Shilka، و SA-7 grail SAMs المحمولة باليدوكمية هائلة من الذخيرة. تم إنشاء H-3 كقاعدة تشغيل متقدمة لشركة Bravo، مع تسليم الإمدادات بواسطة C-130s و MH-47Es؛ تمكنت نقطة تفتيش المركبات ODA 581 من القبض على الجنرال العراقي في قيادة H-3 بينما كان يحاول الهروب بزي مدني، تم تأمينه ونقله بالطائرة من قبل CIA SAD Air Branch Little Bird في 28 آذار مارس لمزيد من الاستجواب. بالإضافة إلى ذلك، اكتشفت ODA 523 ما قد يكون عينات أسلحة كيميائية في مختبر على أساس H-3.
حولت شركة برافو انتباهها إلى الرطبة، حيث أشارت إشارات اعتراض SOT-A (فريق عمليات الدعم - ألفا) وشبكة مخبرين بين البدو وسكان البلدة إلى أن حوالي 800 فدائي بقوا في البلدة؛ اشتبكت قوات القبعات الخضراء المحيطة بدوريات الفدائيين الآتية من البلدة وتم أسرهم. ووجهت المساعدة الإنمائية الرسمية غارات جوية دقيقة على مدافع الفدائيين المضادة للطائرات في ضواحي المدينة، وعلاوة على الضربات الجوية، قامت أيضًا بضرب مجموعات كبيرة من ميليشيات الفدائيين بصواريخ جافلين. في 9 نيسان أبريل، قامت تسع مساعدات إنمائية رسمية بتأمين الطرق الرئيسية المؤدية إلى المدينة وبدأت يومًا تقريبًا من الضربات الجوية النهائية المستمرة من طائرات ثابتة الجناحين ومروحيات أباتشي. اقترب مدنيون من البلدة من القبعات الخضراء وطالبوهم بوقف القصف، أبرمت القبعات الخضراء صفقة مع المدنيين ودخلوا المدينة في اليوم التالي. طارت طائرات B-52 و 2 F-16Cs عرضًا لرحلات جوية بالقوة فوق المدينة مع دخول القبعات الخضراء، واندمج الفدائيون مع السكان. في غضون أيام، ساعدت القبعات الخضراء البلدة في انتخاب رئيس البلدية وإنشاء الأسواق، وتشغيل ستين بالمائة من شبكة الكهرباء وإصلاح إمدادات المياه. واصلت منظمة ODA 521 و 525 العمل في المنطقة، حيث أوقفت عدة شاحنات تقل مقاتلين أجانب، ونزعوا أسلحتهم، وأخذوا بياناتهم وحذروهم من العودة قبل إرسالهم إلى سوريا؛ في أواخر أيار/مايو، تم استبدال الفرق بـ تشغيل ستين بالمائة من شبكة الكهرباء وإصلاح إمدادات المياه. واصلت منظمة ODA 521 و 525 العمل في المنطقة، حيث أوقفت عدة شاحنات تقل مقاتلين أجانب، ونزعوا أسلحتهم، وأخذوا بياناتهم وحذروهم من العودة قبل إرسالهم إلى سوريا؛ في أواخر أيار/مايو، تم استبدال الفرق بـ تشغيل ستين بالمائة من شبكة الكهرباء وإصلاح إمدادات المياه. واصلت منظمة ODA 521 و 525 العمل في المنطقة، حيث أوقفت عدة شاحنات تقل مقاتلين أجانب، ونزعوا أسلحتهم، وأخذوا بياناتهم وحذروهم من العودة قبل إرسالهم إلى سوريا؛ في أواخر أيار/مايو، تم استبدال الفرق بـ3 فوج الفرسان المدرع .

#### عمليات خاصة أخرى
أنقاض الدبابات العراقية والمدرعات الأخرى المدمرة منتشرة في مجمع عسكري عراقي غربي الديوانية
قامت الكتيبة الثانية من مجموعة القوات الخاصة الأمريكية الخامسة، القوات الخاصة التابعة للجيش الأمريكي (القبعات الخضراء) باستطلاع في مدن البصرة وكربلاء ومختلف المواقع الأخرى.
بعد الاستيلاء على سرجت، توغلت سرية برافو، الكتيبة الثالثة، الضباط شبه العسكريين التابعين لوكالة المخابرات المركزية و SFG العاشرة مع حلفائهم الأكراد جنوبا باتجاه تكريت والمدن المحيطة بها في شمال العراق.  في السابق، أثناء معركة الخط الأخضر، قامت سرية برافو، 3/10 مع حلفائهم الأكراد بدفع أو تدمير أو هزيمة فرقة المشاة العراقية الثالثة عشر.  نفس الشركة استولت على تكريت. كان العراق أكبر انتشار للقوات الخاصة الأمريكية منذ فيتنام .
عملت ODA 563 في دعم مشاة البحرية الأمريكية حول الديوانية مع شيوخ محليين وميليشياتهم مدعومة من قبل AV-8Bs و F / A-18s؛ تمكنت من الاستيلاء على مدينة قوام الحمزة. في اليوم التالي ODA 563، استولى شيخهم المحلي وميليشياته وفريق صغير من Force Recon على الجسر المؤدي إلى الديوانية وهاجمت الميليشيات المواقع العراقية فوق الجسر، مما أجبر الجيش العراقي والفدائيين على الفرار نحو بغداد بينما تعرضوا لمضايقات من مشاة البحرية. الطائرات.

#### إنقاذ جيسيكا لينش
|  | يجب أن يتضمن هذا القسم فقط ملخصًا موجزًا عن Jessica Lynch . راجع ويكيبيديا: نمط الملخص للحصول على معلومات حول كيفية دمجه بشكل صحيح في النص الرئيسي لهذه المقالة. (ديسمبر 2016) |

يُظهر مقطع فيديو بالكاميرا القتالية في 1 نيسان أبريل 2003 لقطات من PFC Jessica Lynch على نقالة أثناء إنقاذها من العراق.
أصيبت الجندية من الدرجة الأولى جيسيكا لينش من سرية الصيانة رقم 507 بجروح خطيرة وأُسِرَت بعد أن تعرضت قافلتها لكمين من قبل القوات العراقية خلال معركة الناصرية. تم توفير المعلومات الاستخبارية الأولية التي أدت إلى إنقاذها من قبل مخبر اقترب من ODA 553 عندما كان يعمل في الناصرية، وتم نقل المعلومات الاستخبارية وخططت فرقة العمل 20 للقيام بمهمة إنقاذ. انطلاقًا من المطار الذي تم الاستيلاء عليه مؤخرًا في طليل، تألفت قوة الإنقاذ من 290 رينجرز من الكتيبة الأولى والثانية، فوج رينجر 75، وحوالي 60 من الأختام من DEVGRU جنبًا إلى جنب مع Pararescue Jumpers ووحدات التحكم القتالية من سرب التكتيكات الخاصة رقم 24المارينز التقليدية من فرقة تاراوا تقاتل حاليًا عبر المدينة وطيارون من الجيش ومشاة البحرية والقوات الجوية. دعت الخطة فرقة تاراوا للقيام بمهمة خداع من خلال الاستيلاء على الجسور عبر نهر الفرات لجذب الانتباه بعيدًا عن المستشفى الذي أقيم فيه لينش، وسيتم تنفيذ غارة جوية من قبل مشاة البحرية الأمريكية AV-8 Harrier على أحد الجسور للتشويش. تم تكليف المعارضة بالإضافة إلى مشاة البحرية الأمريكية AH-1W Cobras بالتحليق فوق المنطقة لإخفاء صوت طائرات الهليكوبتر SOF القادمة. غطاء هوائي على النحو المنصوص عليه من قبل AC-130 Specter و Marine EA-6 Prowler للتشويش على أي أنظمة SAM معادية قد تكون موجودة. مع مهمة الخداع الجارية، سيتم إدخال عناصر SEAL وعناصر Ranger المحددة بواسطة MH-60K Blackhawks وأربعة MH-6 Little Birds، بدعم من أربع طائرات هليكوبتر هجومية من طراز AH-6 وطائرتين من طراز MH-60L DAP، سيتم نقل رينجرز الأخرى بواسطة مروحيات النقل البحرية CH-46 و CH-53 لإنشاء طوق حول أراضي المستشفى. ستصل القوة الهجومية الرئيسية لـ SEALs بواسطة قافلة برية منالمركبات المدعومة من AGMS Pandur وشاحنات GMV بينما هبط عنصر إنقاذ الرهائن مباشرة على الهدف في MH-6 Little Birds.
في 0100 يوم 1 نيسان أبريل 2003، بدأت قوات المارينز مهمة الخداع، وقطعت عناصر وكالة المخابرات المركزية قوة المدينة مع اقتراب المروحيات من هدفها، وقادت AH-6s الطريق، وخلفها أسقطت MH-6s فرق قنص فرقة 20 في الاستراتيجية. مواقع حول المستشفى وفيها. غطت طائرات DAPs و AH-6s طائرات MH-60K أثناء قيامها بإنزال فرق مهاجمة على سطح المستشفى وآخر عند الباب الأمامي، ووصلت قافلة الهجوم الأرضي وتسابق المهاجمون داخل وإلى الطابق الثاني حيث يقع لينش. بعد 13 دقيقة، هبطت طائرة MH-60K بالقرب من مدخل المستشفى مع فريق من PJs و SOAR على متنها وتم نقل لينش إلى طليل حيث التقى برحلة طبية احتياطية ثم إلى الكويت وأخيراً الولايات المتحدة. كان المستشفى يخلو من أي فدائيين، على الرغم من أن الأدلة تشير إلى أنهم كانوا يستخدمونها كقاعدة؛ تعرضت فرق منع الحارس لبعض النيران المباشرة المتفرقة، واستعادت الأختام والحراس في النهاية بقايا ثمانية من أفراد وحدة لينش الذين قُتلوا أو ماتوا متأثرين بجراحهم. نفذت فرقة العمل 20 أول الولايات المتحدة الناجحة مهمة إنقاذ أسرى الحرب منذ الحرب العالمية الثانية .

### سقوط بغداد (نيسان 2003)
المقال الرئيسي: معركة بغداد (2003)
تم التخلي عن طائرة T72 أسد بابل بعد مواجهة التوغل الأمريكي الأخير في بغداد
بعد ثلاثة أسابيع من الغزو، انتقلت فرقة المشاة الثالثة بالجيش، مع وجود الفرقة البحرية الأولى أيضًا، إلى بغداد .  قادت وحدات من الحرس الجمهوري الخاص العراقي عملية الدفاع عن المدينة. أما بقية المدافعين فكانوا خليطًا من وحدات الحرس الجمهوري، ووحدات الجيش النظامي، وفدائيي صدام، ومتطوعين عرب غير عراقيين. كانت الخطط الأولية لوحدات التحالف لتطويق المدينة والتحرك تدريجيًا، مما يجبر القوات العراقية المدرعة والأرضية على التجمع في جيب مركزي في المدينة، ثم الهجوم بالقوات الجوية والمدفعية.
دبابات أبرامز M1A1 التابعة للجيش الأمريكي مع طاقمها يقفون لالتقاط صورة أمام نصب «قوس النصر» في ساحة الاحتفالات ببغداد في تشرين الثاني/نوفمبر 2003 .
سرعان ما أصبحت هذه الخطة غير ضرورية، حيث أدى الاشتباك الأولي للوحدات المدرعة جنوب المدينة إلى تدمير معظم أصول الحرس الجمهوري واحتلال الطرق في الضواحي الجنوبية للمدينة. في 5 نيسان أبريل، نفذت فرقة العمل 1-64 المدرعة التابعة لفرقة المشاة الثالثة التابعة للجيش الأمريكي غارة، أطلق عليها فيما بعد «تشغيل الرعد»، لاختبار الدفاعات العراقية المتبقية، مع 29 دبابة و 14 عربة قتال مصفحة من طراز برادلي تتقدم إلى مطار بغداد . لقد واجهوا مقاومة كبيرة، لكنهم نجحوا في الوصول إلى المطار، وفي النهاية قاموا بتأمينه بعد قتال عنيف.
تدمير دبابة أمريكية من طراز إم 1 أبرامز في بغداد
وفي اليوم التالي هاجم لواء آخر من فرقة المشاة الثالثة وسط بغداد واحتل أحد قصور صدام حسين في قتال عنيف. كما واجهت مشاة البحرية الأمريكية قصفًا عنيفًا من المدفعية العراقية أثناء محاولتهم عبور جسر نهر، لكن عبور النهر كان ناجحًا. ونجح العراقيون في إلحاق بعض الإصابات بالقوات الأمريكية بالقرب من المطار من مواقع دفاعية لكنهم تكبدوا إصابات بالغة جراء القصف الجوي. في غضون ساعات من الاستيلاء على القصر ومع انتشار التغطية التلفزيونية لهذا الأمر في العراق، أمرت القوات الأمريكية القوات العراقية داخل بغداد بالاستسلام، وإلا ستواجه المدينة هجومًا واسع النطاق. كان مسؤولو الحكومة العراقية إما قد اختفوا أو اعترفوا بالهزيمة، وفي 9 نيسان أبريل 2003، احتلت قوات التحالف بغداد رسميًا. ومع ذلك، ظل جزء كبير من بغداد غير آمن، واستمر القتال داخل المدينة وأطرافها في فترة الاحتلال. اختفى صدام، ولم يعرف مكان وجوده.
مشاة البحرية من الكتيبة الأولى من مشاة البحرية السابعة يدخلون قصرًا خلال معركة بغداد
في 10 نيسان أبريل، ظهرت شائعة بأن صدام حسين وكبار مساعديه كانوا في مجمع مسجد في حي العظمة ببغداد. تم إرسال ثلاث مجموعات من مشاة البحرية للقبض عليه وتعرضت لنيران كثيفة من قذائف الآر بي جي وقذائف الهاون والبنادق الهجومية. قُتل جندي من مشاة البحرية وأصيب 20 آخرون، لكن لم يتم العثور على صدام أو أي من كبار مساعديه. واصلت القوات الأمريكية مدعومة بقذائف الهاون والمدفعية والطائرات مهاجمة القوات العراقية التي لا تزال موالية لصدام حسين والمتطوعين العرب غير العراقيين. قوبلت الطائرات الأمريكية التي كانت تحلق دعما بنيران مضادة للطائرات عراقية. في 12 أبريل / نيسان، في وقت متأخر من بعد الظهر، توقفت جميع المعارك. قُتل ما مجموعه 34 جنديًا أمريكيًا و 2320 مقاتلاً عراقيًا.
في نيسان أبريل 2003، تم إسقاط تمثال صدام حسين في ساحة الفردوس ببغداد بعد وقت قصير من الاستيلاء على المدينة
احتفل الكثير من العراقيين بسقوط صدام من خلال تخريب العديد من صوره وتماثيله إلى جانب قطع أخرى من عبادة شخصيته . كان أحد الأحداث التي حظيت بتغطية إعلامية واسعة هو الإطاحة الدرامية بتمثال كبير لصدام حسين في ساحة الفردوس ببغداد . اجتذب هذا تغطية إعلامية كبيرة في ذلك الوقت. كما ذكرت صحيفة ديلي ميرور البريطانية،
بالنسبة لشعب مضطهد، فإن هذا الفعل الأخير في وضح النهار الباهت، وهو انتزاع هذا الرمز المروع للنظام، هو لحظة جدار برلين . كان لدى Big Moustache يومه " 
كما أفاد الرقيب الأول بريان بليسيش في On Point: جيش الولايات المتحدة في عملية حرية العراق،
رأى العقيد في مشاة البحرية في المنطقة أن تمثال صدام هدف للفرصة وقرر أن التمثال يجب أن ينزل. منذ أن كنا هناك، دخلنا ببعض الدعم بمكبرات الصوت للسماح للعراقيين بمعرفة ما كنا نحاول القيام به ... بطريقة ما على طول الطريق، خطرت ببال أحدهم فكرة وضع مجموعة من الأطفال العراقيين على الحطام هو سحب التمثال إلى أسفل. بينما كان الحطام يسحب التمثال، كان هناك أطفال عراقيون يزحفون فوقه. أخيرًا أنزلوا التمثال. 
شهد سقوط بغداد اندلاع أعمال عنف مناطقية وطائفية في جميع أنحاء البلاد، حيث بدأت القبائل والمدن العراقية تتقاتل فيما بينها على ضغائن قديمة. مدينتا الكوت والناصرية العراقيتانشنوا هجمات على بعضهم البعض مباشرة بعد سقوط بغداد لإرساء الهيمنة في البلد الجديد، وسرعان ما وجد التحالف الذي تقوده الولايات المتحدة نفسه متورطًا في حرب أهلية محتملة. أمرت قوات التحالف بقيادة الولايات المتحدة المدن بوقف الأعمال العدائية على الفور، موضحة أن بغداد ستبقى عاصمة الحكومة العراقية الجديدة. استجابت الناصرية بشكل إيجابي وتراجعت بسرعة. ومع ذلك، وضع الكوت قناصين على الطرق الرئيسية المؤدية إلى البلدة، مع أوامر بعدم دخول القوات الغازية إلى المدينة. بعد عدة مناوشات طفيفة، تمت إزالة القناصين، لكن التوترات والعنف بين المجموعات الإقليمية والمدنية والقبلية والعائلية استمرت.
1:40
تم الترحيب بمشاة البحرية الأمريكية أثناء دخولهم بغداد في نيسان أبريل 2003
تولى الجنرال الأمريكي تومي فرانكس السيطرة على العراق كقائد أعلى لقوات التحالف المحتلة. بعد فترة وجيزة من الانهيار المفاجئ للدفاع عن بغداد، انتشرت شائعات في العراق وفي أماكن أخرى عن عقد صفقة («صفكة») حيث قام التحالف بقيادة الولايات المتحدة برشوة أعضاء رئيسيين من النخبة العسكرية العراقية و / أو حزب البعث نفسه يتنحى. في أيار/مايو 2003، تقاعد الجنرال فرانكس، وأكد في مقابلة مع أسبوع الدفاع أن التحالف الذي تقوده الولايات المتحدة دفع لقادة عسكريين عراقيين للانشقاق. حجم الانشقاقات وتأثيرها على الحرب غير واضح.
بدأت قوات التحالف بقيادة الولايات المتحدة على الفور في البحث عن الأعضاء الرئيسيين في حكومة صدام حسين. تم التعرف على هؤلاء الأفراد من خلال مجموعة متنوعة من الوسائل، وأشهرها من خلال مجموعات من أوراق اللعب العراقية المطلوبين . في وقت لاحق خلال فترة الاحتلال العسكري بعد الغزو، في 22 تموز/يوليو 2003 أثناء غارة شنتها الفرقة 101 المحمولة جواً الأمريكية ورجال من فرقة العمل 20، قُتل نجلا صدام حسين، عدي وقصي، وأحد أحفاده في معركة حريق واسعة النطاق . تم القبض على صدام حسين نفسه في 13 كانون الأول/ديسمبر 2003 من قبل فرقة المشاة الرابعة للجيش الأمريكي وأعضاء فرقة العمل 121 خلال عملية الفجر الأحمر .

### مناطق أخرى
كما شاركت القوات الأمريكية الخاصة في أقصى جنوب العراق، في محاولة لاحتلال الطرق الرئيسية المؤدية إلى سوريا والقواعد الجوية. في إحدى الحالات، تم استخدام فصيلتين من المدرعات لإقناع القيادة العراقية بأن كتيبة مدرعة كاملة كانت مترسخة في غرب العراق.
في 15 نيسان أبريل، سيطرت القوات الأمريكية على تكريت، آخر موقع أمامي رئيسي في وسط العراق، بهجوم قادته فرقة عمل مشاة البحرية في طرابلس . بعد حوالي أسبوع، أعفت فرقة المشاة الرابعة التابعة للجيش قوات المارينز.
نفذت طائرات التحالف أكثر من 41000 طلعة جوية،  منها أكثر من 9000 طلعة صهريجية.

### بوش يعلن «نهاية العمليات القتالية الرئيسية» (مايو 2003)
المقال الرئيسي: خطاب أنجزت المهمة
يو إس إس أبراهام لينكولن تعود إلى الميناء وهي تحمل لافتة أُنجزت المهمة
في 1 أيار/مايو 2003، هبط بوش على حاملة الطائرات يو إس إس  أبراهام لينكولن، في لوكهيد إس -3 فايكنغ، حيث ألقى خطابًا أعلن فيه انتهاء العمليات القتالية الرئيسية في حرب العراق. وانتقد المعارضون نزول بوش باعتباره حيلة مسرحية ومكلفة بلا داع. كان من الواضح في الخلفية لافتة كتب عليها «المهمة أنجزت». اللافتة التي صنعها موظفو البيت الأبيض وقدمت بطلب من البحرية الأمريكية، تم انتقاده باعتباره سابقًا لأوانه. أصدر البيت الأبيض بعد ذلك بيانًا قال فيه إن اللافتة وزيارة بوش تشير إلى الغزو الأولي للعراق والنزاع حول تهمة العروض المسرحية. وأشار الخطاب نفسه: «لدينا عمل صعب في العراق. إننا نعيد النظام إلى أجزاء من ذلك البلد لا تزال خطرة».  تميز عراق ما بعد الغزو بصراع طويل وعنيف بين القوات التي تقودها الولايات المتحدة والمتمردين العراقيين .

### بعد الغزو
بعد الغزو، ساهمت عدة عوامل في زعزعة استقرار العراق. في 23 أيار/مايو، أصدر إل. بول بريمر أمر سلطة التحالف المؤقتة رقم 2، بحل الجيش العراقي وكيانات أخرى تابعة للدولة البعثية السابقة. تم استبعاد البعثيين من الحكومة العراقية المشكلة حديثًا.  انتخب النظام الديمقراطي الجديد أغلبية شيعية، مثل التحالف الشيعي العراقي الموحد، الذي شرع في نبذ السنة. طردت الميليشيات الشيعية السنة من عدة مناطق، حتى أنها أفرغت أحياء سنية بأكملها في بغداد خلال زيادة القوات عام 2007 .  أنشأ الجيش الأمريكي معسكرات اعتقال حيث التقى العراقيون الساخطون والبعثيون السابقون والجهاديون. انضم أبو بكر البغدادي، الزعيم المستقبلي للدولة الإسلامية، إلى القاعدة في العراق أثناء اعتقاله في معسكر بوكا في عام 2004. الزعيم المستقبلي لجبهة النصرة في سوريا، أبو محمد الجولاني، الذي كان عضوا في تنظيم القاعدة. تنظيم القاعدة في العراق، تم تنظيمه وإطلاق سراحه عام 2008. كل هذه العوامل ساهمت في العنف الطائفي في العراق وتشكيل المنظمات الإرهابية وانتشارها.

## مشاركة قوات التحالف والحلفاء
شمل أعضاء التحالف أستراليا: 2000 غزو، بولندا: 200 غزو - 2500 ذروة، إسبانيا: 1300 غزو المملكة المتحدة: 46000 غزو، الولايات المتحدة: 150.000 إلى 250.000 غزو. ومن بين الأعضاء الآخرين في التحالف أفغانستان، ألبانيا، أنغولا، أذربيجان، بلغاريا، كولومبيا، كوستاريكا، جمهورية التشيك، الدنمارك، جمهورية الدومينيكان، السلفادور، إريتريا، إستونيا، إثيوبيا، جورجيا، هندوراس، المجر، أيسلندا، إيطاليا واليابان، الكويت، لاتفيا، ليتوانيا، مقدونيا، جزر مارشال، ميكرونيزيا، منغوليا، هولندا، نيكاراغوا، بالاو، بنما، الفلبين، البرتغال، رومانيا، رواندا، سنغافورة، سلوفاكيا، جزر سليمان، كوريا الجنوبية، تونغا، تركيا، أوغندا وأوكرانيا وأوزبكستان.  شارك ما لا يقل عن 15 دولة أخرى سرا.

### أستراليا
ساهمت أستراليا بنحو 2000 فرد من قوات الدفاع الأسترالية، بما في ذلك مجموعة مهام القوات الخاصة، وثلاث سفن حربية و 14 طائرة من طراز F / A-18 Hornet .  في 16 نيسان أبريل 2003، استولت قوات العمليات الخاصة الأسترالية على قاعدة الأسد الجوية غير المحمية غرب بغداد. أصبحت القاعدة فيما بعد ثاني أكبر منشأة للتحالف بعد الغزو.

### بولندا
كانت معركة أم قصر أول مواجهة عسكرية في حرب العراق، وكان هدفها السيطرة على الميناء. دعمت القوات البولندية GROM الهجوم البرمائي على أم قصر مع لواء المغاوير البريطاني الثالث من مشاة البحرية الملكية، ووحدة المشاة البحرية الخامسة عشرة الأمريكية .  بعد إزالة الألغام من الممر المائي بواسطة مفرزة من HM-14 وفريق التخليص البحري الخاص الأول التابع للبحرية الأمريكية وإعادة فتحه، لعبت أم قصر دورًا مهمًا في شحن الإمدادات الإنسانية للمدنيين العراقيين.

### المملكة المتحدة
شاركت القوات البريطانية، في ما أطلق عليه عملية (أو OP) TELIC في غزو العراق عام 2003. تم نشر الفرقة المدرعة الأولى في الخليج الفارسي وقادت القوات البريطانية في المنطقة، لتأمين مناطق في جنوب العراق، بما في ذلك مدينة البصرة أثناء الغزو. التزم ما مجموعه 46000 جندي من جميع الخدمات البريطانية بالعملية في بدايتها، بما في ذلك حوالي 5000 بحار من البحرية الملكية والأسطول الملكي المساعد و 4000 من مشاة البحرية الملكية و 26000 جندي من الجيش البريطاني و 8100 من أفراد سلاح الجو الملكي . تم نشر القوات الخاصة البريطانية الاسم الرمزيعملية صف وكانت تعرف باسم فرقة العمل 7 تحت قيادة فرقة العمليات الخاصة المشتركة المشتركة الغربية (قوة المهام خنجر).

## ملخص الغزو
طائرة تابعة لجناح الاستطلاع الجوي 379 التابع لسلاح الجو الأمريكي ونظرائها من المملكة المتحدة وأستراليا المتمركزة معًا في قاعدة العديد الجوية، قطر، في جنوب غرب آسيا، تحلق فوق الصحراء في 14 نيسان أبريل 2003. تشمل الطائرات KC-135 Stratotanker، و F-15E Strike Eagle، و F -117 Nighthawk و F-16CJ Falcon و British GR-4 Tornado و Australian F / A-18 Hornet
أطاحت قوات التحالف بقيادة الولايات المتحدة بالحكومة واستولت على المدن الرئيسية لدولة كبيرة في 26 يومًا فقط. تطلب الغزو حشدًا كبيرًا للجيش مثل حرب الخليج عام 1991، لكن الكثيرين لم يروا قتالًا وانسحب الكثيرون بعد انتهاء الغزو. ثبت أن هذا قصير النظر، مع ذلك، بسبب الحاجة إلى قوة أكبر بكثير لمحاربة القوات العراقية غير النظامية في التمرد العراقي . أوصى الجنرال إريك شينسكي، رئيس أركان الجيش الأمريكي، باستخدام «مئات الآلاف»  من القوات للحفاظ على نظام ما بعد الحرب، لكن وزير الدفاع دونالد رامسفيلد - وخاصة نائبه المدني بول وولفويتز - اختلف بشدة. اللواء ابي زيدقال لاحقًا إن الجنرال شينسكي كان على حق.
كان الجيش العراقي، المسلح بشكل أساسي بمعدات بناء سوفياتية وأوروبية شرقية قديمة،  غير مجهز بشكل عام مقارنة بالقوات الأمريكية والبريطانية. تم صد الهجمات على طرق الإمداد الأمريكية من قبل ميليشيات الفدائيين. أثبتت المدفعية العراقية عدم فعاليتها إلى حد كبير، ولم يتمكنوا من حشد قوتهم الجوية لمحاولة الدفاع. كانت دبابات T-72 العراقية، وهي أقوى المركبات المدرعة في الجيش العراقي، قديمة ولا تتم صيانتها على حد سواء، وعندما تم تعبئتها تم تدميرها بسرعة، ويرجع الفضل في ذلك جزئيًا إلى التفوق الجوي لقوات التحالف . القوات الجوية الأمريكية وسلاح مشاة البحرية والطيران البحري وسلاح الجو الملكي البريطانيعملت مع الإفلات من العقاب في جميع أنحاء البلاد، وتحديد أهداف المقاومة التي تم الدفاع عنها بشدة وتدميرها قبل وصول القوات البرية. عملت الدبابات القتالية الرئيسية للقوات الأمريكية والبريطانية، الأمريكية M1 Abrams و British Challenger 2، بشكل جيد في التقدم السريع في جميع أنحاء البلاد. على الرغم من هجمات آر بي جي العديدة التي شنتها القوات العراقية غير النظامية، فقد عدد قليل من الدبابات الأمريكية والبريطانية، ولم يُقتل أي من أفراد طاقم الدبابات بنيران معادية، على الرغم من تضرر ما يقرب من 40 دبابة أبرامز من طراز M1 في الهجمات.  كانت خسارة الدبابة الوحيدة التي تكبدها الجيش البريطاني هي تشالنجر 2 من كوينز رويال لانسر التي أصيبت من قبل تشالنجر 2 أخرى، مما أسفر عن مقتل اثنين من أفراد الطاقم.
عانى الجيش العراقي من معنويات سيئة، حتى بين النخبة في الحرس الجمهوري. تم حل وحدات كاملة في الحشود عند اقتراب القوات الغازية، أو في الواقع سعت القوات الأمريكية والبريطانية للاستسلام لها. تم رشوة العديد من الضباط العراقيين من قبل وكالة المخابرات المركزية أو أجبروا على الاستسلام. كانت قيادة الجيش العراقي غير كفؤة - تفيد التقارير أن قصي حسين، المكلف بالدفاع عن بغداد، غيّر بشكل كبير مواقع الفرقتين الرئيسيتين اللتين تحميان بغداد عدة مرات في الأيام التي سبقت وصول القوات الأمريكية، ونتيجة لذلك، ارتبكت الوحدات، وفاقمت معنوياتها عندما هاجمت القوات الأمريكية. لم ترَ قوة الغزو الجيش العراقي كله يُلقى ضدها. كان لوحدات الولايات المتحدة والمملكة المتحدة أوامر بالتحرك إلى النقاط المستهدفة والاستيلاء عليها بدلاً من السعي لإشراك الوحدات العراقية. نتج عن ذلك خروج معظم الوحدات العسكرية العراقية النظامية من الحرب دون اشتباك، وبصورة كاملة، لا سيما في جنوب العراق. ويفترض أن معظم الوحدات تفككت وعادت إلى ديارها.
وطبقاً لتقرير البنتاغون الذي رفعت عنه السرية، فإن «العامل الأكبر الذي ساهم في الهزيمة الكاملة للقوات العسكرية العراقية كان استمرار تدخل صدام». التقرير، المصمم لمساعدة المسؤولين الأمريكيين على فهم كيف استعد صدام وقادته العسكريون للغزو وقاتلوه، يرسم صورة لحكومة عراقية عمياء عن التهديد الذي واجهته، والتي أعاقتها القيادة العسكرية لصدام حسين وخدعتها دعايتها الخاصة. وعدم القدرة على تصديق أن الغزو كان وشيكًا دون مزيد من الاستفزازات العراقية. وبحسب بي بي سي، فإن التقرير يصور صدام حسين على أنه «بعيد بشكل مزمن عن الواقع - منشغل بمنع الاضطرابات الداخلية والتهديد الذي تشكله إيران».

## قائمة معارك غزو العراق
المقالة الرئيسية: قائمة معارك حرب العراق (2003-2011)
| اسم المعركة           | تاريخ المعركة         | النتيجة                                     |
| --------------------- | --------------------- | ------------------------------------------- |
| معركة أم قصر          | 21-25 مارس 2003       | انتصار التحالف                              |
| معركة الفاو           | 20-24 مارس 2003       | انتصار التحالف                              |
| معركة البصرة (2003)   | 21 مارس-6 ابريل 2003  | احتلال مدينة البصرة                         |
| معركة الناصرية (2003) | 23-29 مارس 2003       | انتصار التحالف                              |
| معركة كربلاء (2003)   | 31،مارس-6،ابريل 2003  | احتلال التحالف لمدينة كربلاء                |
| معركة النجف (2003)    | 24 مارس -4 ابريل 2003 | انتصار القوات الامريكية                     |
| معركة السماوة (2003)  | 30مارس-4 ابريل 2003   | انتصار القوات الامريكية                     |
| معركة الحلة (2003)    | 31 مارس-2 ابريل 2003  | انتصار التحالف                              |
| معركة سد حديثة        | 1-10 ابريل 2003       | انتصار القوات الامريكية                     |
| معركة الكوت (2003)    | 3-4 ابريل 2003        | انتصار القوات الامريكية                     |
| معركة بغداد           | 3-9 ابريل 2003        | •سقوط بغداد والنظام العراقي •انتصار التحالف |
| معركة عين سفني        | 7 ابريل 2003          | انتصار القوات الامريكية والبيشمركة          |
| معركة سد ديبكة        | 6-7 ابريل 2003        | انتصار القوات الامريكية والبيشمركة          |
| معركة الموصل (2003)   | 11-13 ابريل 2003      | انتصار القوات الامريكية والبيشمركة          |

## الخسائر

### حصيلة القتلى
تختلف التقديرات الخاصة بعدد الضحايا خلال الغزو في العراق بشكل كبير. تقديرات الخسائر في صفوف المدنيين متغيرة أكثر من تلك الخاصة بالعسكريين. وفقًا لـ Iraq Body Count، وهي مجموعة تعتمد على التقارير الصحفية والتقارير المستندة إلى المنظمات غير الحكومية والأرقام الرسمية لقياس الخسائر في صفوف المدنيين، قُتل ما يقرب من 7500 مدني خلال مرحلة الغزو.  قدرت دراسة مشروع بدائل الدفاع أن 3200-4300 مدني ماتوا أثناء الغزو.

### ادعاءات وجرائم الحرب
وردت أنباء عن قيام ميليشيات فدائيي صدام والحرس الجمهوري وقوات الأمن العراقية بإعدام جنود عراقيين حاولوا الاستسلام في مناسبات عديدة، فضلاً عن تهديد عائلات من رفضوا القتال.  تمت ملاحظة إحدى هذه الحوادث بشكل مباشر خلال معركة ديبيكا باس .
تم الإبلاغ عن العديد من حوادث استخدام مقاتلي الفدائيين للدروع البشرية من مدن مختلفة في العراق.  كما ورد أن وحدات الحرس الجمهوري العراقي تستخدم دروعاً بشرية.  تشير بعض التقارير إلى أن الفدائيين استخدموا سيارات الإسعاف لتوصيل الرسائل ونقل المقاتلين إلى القتال. في 31 آذار مارس، هاجم فدائيون في سيارة إسعاف تحمل علامة الهلال الأحمر جنودًا أمريكيين خارج الناصرية، مما أدى إلى إصابة ثلاثة.  أثناء معركة البصرة، أفادت القوات البريطانية من بلاك ووتش (فوج المرتفعات الملكية) أنه في 28 آذار مارس، فتحت قوات الفدائيين النار على آلاف اللاجئين المدنيين الفارين من المدينة.
بعد كمين لسرية الصيانة 507 أثناء معركة الناصرية في 23 آذار مارس، تم عرض جثث العديد من الجنود الأمريكيين الذين قتلوا في الكمين على التلفزيون العراقي. بعض هؤلاء الجنود كانت لديهم إصابات واضحة بطلقات نارية في الرأس، مما أدى إلى تكهنات بأنهم قد تم إعدامهم. باستثناء الرقيب. دونالد والترز، لم يظهر أي دليل منذ ذلك الحين لدعم هذا السيناريو ومن المقبول عمومًا أن الجنود قتلوا أثناء القتال. كما تم إجراء مقابلات على الهواء مع خمسة أسرى حرب أحياء، في انتهاك لاتفاقية جنيف الثالثة . في البداية، ورد أن الرقيب والترز قُتل في الكمين بعد مقتل العديد من الفدائيين قبل نفاد الذخيرة. ومع ذلك، أفاد شاهد عيان في وقت لاحق أنه رأى والترز تحت حراسة عدد من الفدائيين أمام أحد المباني. ووجدت أعمال الطب الشرعي في وقت لاحق دماء والترز أمام المبنى وتناثر الدم مما يشير إلى أنه توفي متأثرا بجراحين بطلقات نارية في ظهره من مسافة قريبة. أدى هذا إلى استنتاج الجيش أن والترز قد أُعدم بعد أسره، وحصل بعد وفاته على وسام أسير الحرب في عام 2004.  وزُعم في السيرة الذاتية المرخصة للجندي. جيسيكا لينشأنها تعرضت للاغتصاب من قبل خاطفيها بعد أسرها، بناءً على التقارير الطبية ونمط إصاباتها، على الرغم من أن السيدة لينش لا تدعم ذلك.  محمد عودة الرحييف، الذي ساعد القوات الأمريكية لاحقًا في إنقاذ لينش، ذكر أنه رأى عقيدًا عراقيًا يصفع لينش بينما كانت في سريرها بالمستشفى.  نفى العاملون في المستشفى حيث احتُجز لينش لاحقًا كلتا القصتين، قائلين إن لينش تلقى رعاية جيدة.  بينما تعاني لينش من فقدان الذاكرة بسبب إصاباتها، إلا أن لينش نفسها نفت تعرضها لسوء المعاملة أثناء وجودها في الأسر.
وفي 23 آذار / مارس أيضًا، قامت وحدة هندسية تابعة للجيش البريطاني بمنعطف خاطئ بالقرب من بلدة الزبير، التي كانت لا تزال تحت سيطرة القوات العراقية. تم نصب كمين للوحدة وفصل Sapper Luke Allsopp والرقيب الأول Simon Cullingworth عن البقية. كلاهما تم القبض عليهما وإعدامهما من قبل القوات العراقية غير النظامية. في عام 2006، تم اكتشاف مقطع فيديو للسوب ملقى على الأرض محاطًا بقوات غير نظامية عراقية.
خلال معركة الناصرية، تظاهر العسكريون العراقيون باستسلامهم للاقتراب من وحدة أمريكية لتأمين جسر. وبعد الاقتراب من الجنود فتح العراقيون النار فجأة فقتلوا 10 جنود وجرحوا 40.  رداً على ذلك، عززت القوات الأمريكية الإجراءات الأمنية للتعامل مع أسرى الحرب.
تم الإبلاغ عن فقدان الرقيب في مشاة البحرية فرناندو باديلا راميريز من وحدة الإمدادات الخاصة به بعد كمين شمال الناصرية في 28 آذار مارس. تم سحب جثته في وقت لاحق في شوارع الشطرة وعلقها في ساحة البلدة، ثم تم إنزالها ودفنها من قبل السكان المحليين المتعاطفين. تم اكتشاف الجثة من قبل القوات الأمريكية في 10 نيسان أبريل.

## الأمن والنهب وأضرار الحرب
ووقعت أعمال نهب واسعة النطاق في الأيام التي أعقبت غزو عام 2003.  طبقاً للمسؤولين الأمريكيين، فإن «واقع الوضع على الأرض» هو أن المستشفيات ومحطات المياه والوزارات ذات المعلومات الاستخبارية الحيوية بحاجة إلى الأمن أكثر من المواقع الأخرى. لم يكن هناك سوى عدد كافٍ من القوات الأمريكية على الأرض لحراسة عدد معين من المواقع العديدة التي تحتاج بشكل مثالي إلى الحماية، وهكذا، على ما يبدو، تم اتخاذ بعض «الخيارات الصعبة».
وافادت الانباء ان المتحف العراقي كان من بين المواقع المنهوبة. سرعان ما تم استدعاء مكتب التحقيقات الفيدرالي إلى العراق لتعقب العناصر المسروقة. وتبين أن الادعاءات الأولية بشأن نهب أجزاء كبيرة من المجموعة مبالغ فيها بشدة. أكدت التقارير الأولية حدوث نهب شبه كامل للمتحف، يقدر بنحو 170.000 قطعة مخزون، أو حوالي 501.000 قطعة. وتشير التقديرات الأحدث إلى أن عدد القطع المسروقة يبلغ حوالي 15 ألفًا، ومن المحتمل أن يكون 10 آلاف منهم قد تم أخذهم في «عمل داخلي» قبل وصول القوات الأمريكية، وفقًا لبوغدانوس. تم استرداد أكثر من 5000 قطعة من العناصر المنهوبة منذ ذلك الحين. شكك المحقق العقيد ماثيو بوجدانوس في تأكيد أن القوات الأمريكية لم تحرس المتحف لأنها كانت تحرس وزارة النفط ووزارة الداخلية في كتابه «لصوص بغداد» عام 2005 . ويشير بوجدانوس إلى تعرض مبنى وزارة النفط للقصف، لكن مجمع المتحف الذي تعرض لبعض النيران، لم يتم قصفه. كما كتب أن قوات صدام حسين أقامت أعشاشًا للقناصة داخل المتحف وفوقه، ومع ذلك ظل جنود المارينز والجنود الأمريكيون قريبين بما يكفي لمنع عمليات النهب بالجملة.
«مكتبتان كبيرتان بهما مجموعات قديمة لا تقدر بثمن» - مكتبة الأوقاف (مكتبة وزارة الأوقاف) والمكتبة الوطنية العراقية والمركز الوطني للأرشيف (بيت الحكمة) - «تم حرقها»، بوسطن غلوب في عام 2003، مضيفًا أن مكتبات جامعة الموصل وجامعة البصرة تعرضت للنهب. قال أندراس ريدلماير، المتخصص في العمارة الإسلامية بجامعة هارفارد،  إن وزارة الخارجية الأمريكية طلبت منه النصيحة قبل الغزو، وأن «الجميع حذرهم من أن الخطر الأكبر ليس من صواريخ توماهوك بل من النهب». مشيرا إلى ان العراق لم يتوحد الا عام 1922وقال كيث دي ووتربو، المتخصص في التاريخ العثماني، إن هذا الاهتمام القليل نسبيًا قد أولي لهذا التاريخ المحلي، «تخيل لو لم نتمكن من العودة لقراءة صحيفة نيويورك تايمز من عام 1922 فصاعدًا. إذا كنا سنساعد الشعب العراقي يبني دولة جديدة، ونحن لا نفعل ذلك بالسماح بتدمير ماضيهم».
كان الأمر الأكثر خطورة بالنسبة لحالة ما بعد الحرب في العراق هو نهب الأسلحة والذخائر المخبأة التي أججت التمرد اللاحق. ما يصل إلى 250 ألف طن من المتفجرات كانت مفقودة بحلول تشرين الأول/أكتوبر 2004.  أدت الخلافات داخل وزارة الدفاع الأمريكية إلى التأخير في تقييم وحماية المنشآت النووية العراقية بعد الغزو. التويثة، الموقع العراقي الأكثر فحصًا من قبل مفتشي الأمم المتحدة منذ عام 1991، تُركت دون حراسة ونُهبت.
ذكرت زينب بحراني، أستاذة تاريخ الفن القديم وعلم الآثار في الشرق الأدنى بجامعة كولومبيا، أنه تم إنشاء مهبط للطائرات المروحية في قلب مدينة بابل القديمة، و «أزال طبقات من التراب الأثرية من الموقع. تهز المروحيات الجدران القديمة والرياح التي أحدثتها المروحيات تنفجر الرمال على الطوب الهش. وعندما طلبت أنا وزميلي في الموقع، مريم موسى، من العسكريين المسؤولين إغلاق مهبط طائرات الهليكوبتر، كان الرد أن ان تبقى مفتوحة لاسباب امنية وسلامة القوات». كما أفاد البحراني أنه في صيف عام 2004، انهار «جدار معبد نابو وسطح معبد نينما، كلاهما في القرن السادس قبل الميلاد، نتيجة تحرك المروحيات».  الطاقة الكهربائية شحيحة في عراق ما بعد الحرب، كما أفاد البحراني، وبعض القطع الأثرية الهشة، بما في ذلك الأرشيف العثماني، لن تنجو من فقدان التبريد.

## تغطية إعلامية

### تغطية إعلامية أمريكية
وجدت دراسة أنه في الفترة التي سبقت حرب العراق، كانت معظم المصادر الأمريكية تؤيد الغزو بأغلبية ساحقة.
كان الغزو الأمريكي للعراق الحرب الأكثر انتشارًا والأكثر دقة في التاريخ العسكري.  كانت تغطية الشبكة التليفزيونية مؤيدة للحرب إلى حد كبير وكان المشاهدون أكثر عرضة بست مرات لرؤية المصدر المؤيد للحرب كمصدر مناهض للحرب. نشرت صحيفة نيويورك تايمز عددًا من المقالات التي تصف محاولات صدام حسين لبناء أسلحة دمار شامل. مقال 8 أيلول/سبتمبر 2002 بعنوان «الولايات المتحدة يقول أن صدام حسين يكثف البحث عن أجزاء قنبلة ذرية» سوف يفقد مصداقيته، مما دفع صحيفة نيويورك تايمز إلى إصدار بيان عام يعترف بأنه لم يكن صارمًا كما كان ينبغي أن يكون.
في بداية الحرب في آذار مارس 2003، كان ما يصل إلى 775 مراسلاً ومصورًا يسافرون كصحفيين .  وقع هؤلاء الصحفيون عقودًا مع الجيش حددت ما يُسمح لهم بتقديم التقارير عنه.  عندما سئل عن سبب قرار الجيش ضم الصحفيين إلى القوات، أجاب المقدم ريك لونج من سلاح مشاة البحرية الأمريكية، «بصراحة، مهمتنا هي كسب الحرب. جزء من ذلك هو حرب المعلومات . سنحاول السيطرة على بيئة المعلومات».
في عام 2003، أفادت دراسة صادرة عن Fairness and Accuracy in Reporting أن أخبار الشبكة ركزت بشكل غير متناسب على المصادر المؤيدة للحرب واستبعدت العديد من المصادر المناهضة للحرب . وفقًا للدراسة، أيد 64٪ من إجمالي المصادر حرب العراق بينما شكلت المصادر المناهضة للحرب 10٪ من وسائل الإعلام (3٪ فقط من المصادر الأمريكية كانت مناهضة للحرب). نظرت الدراسة في 6 شبكات إخبارية أمريكية فقط بعد 20 آذار مارس ولمدة ثلاثة أسابيع. ذكرت الدراسة أن «المشاهدين كانوا أكثر من ستة أضعاف احتمال أن يروا مصدرًا مؤيدًا للحرب من أولئك الذين كانوا معارضين للحرب؛ مع الضيوف الأمريكيين وحدهم، ترتفع النسبة إلى 25 إلى 1».
كشف استطلاع للرأي أجري في أيلول/سبتمبر 2003 أن سبعين بالمائة من الأمريكيين يعتقدون أن صدام حسين متورط في هجمات الحادي عشر من سبتمبر.  وُجد أن 80٪ من مشاهدي قناة فوكس نيوز يحملون اعتقادًا واحدًا على الأقل حول الغزو، مقارنة بـ 23٪ من مشاهدي برنامج تلفزيوني .  اتهم تيد تيرنر، مؤسس شبكة سي إن إن، روبرت مردوخ باستخدام فوكس نيوز للدعوة إلى غزو.  جادل النقاد بأن هذه الإحصائية تدل على تغطية مضللة من قبل وسائل الإعلام الأمريكية لأن المشاهدين في البلدان الأخرى كانوا أقل عرضة لامتلاك هذه المعتقدات.  استطلاع للرأي أجراه موقع FactCheck.org بعد انتخابات 2008وجدت أن 48٪ من الأمريكيين يعتقدون أن صدام لعب دورًا في هجمات 11 سبتمبر، وخلصت المجموعة إلى أن «الناخبين بمجرد خداعهم يميلون إلى البقاء على هذا النحو رغم كل الأدلة».

### تغطية إعلامية مستقلة
كما لعبت وسائل الإعلام المستقلة دورًا بارزًا في تغطية الغزو. شبكة Indymedia، من بين العديد من الشبكات المستقلة الأخرى بما في ذلك العديد من الصحفيين من الدول الغازية، قدمت تقارير عن حرب العراق. في الولايات المتحدة الديمقراطية الآن، استضافتها إيمي جودمان، انتقدت أسباب غزو عام 2003 والجرائم المزعومة التي ارتكبتها السلطات الأمريكية في العراق.
أصدر الرقيب العسكري الإسرائيلي أوامر منع النشر لمنصات إخبارية Fresh and Rotter تمنعها من الإفصاح عن أي معلومات حول الأحداث والإجراءات المتعلقة بالغزو.
على الجانب الآخر، بين وسائل الإعلام التي لا تعارض الغزو، ذكرت الإيكونوميست في مقال حول هذه المسألة أن «الأدوات الدبلوماسية العادية - العقوبات، والإقناع، والضغط، وقرارات الأمم المتحدة - تمت تجربتها جميعًا خلال 12 عامًا مميتة ولكنها فاشلة». ثم قدم دعمًا مشروطًا معتدلًا للحرب مشيرًا إلى أنه «إذا رفض السيد حسين نزع السلاح، فسيكون من الصواب الذهاب إلى الحرب».
قام فنان الحرب الأسترالي جورج جيتوس بجمع مقابلات مستقلة مع الجنود أثناء إنتاج فيلمه الوثائقي Soundtrack To War . قدمت الحرب في العراق المرة الأولى في التاريخ التي تمكن فيها الجيش على الخطوط الأمامية من تقديم تقارير مباشرة وغير خاضعة للرقابة، وذلك بفضل برامج التدوين والوصول إلى الإنترنت. العشرات من مواقع التقارير هذه، المعروفة باسم مدونات الجندي أو milblogs، بدأت خلال الحرب. كانت هذه المدونات في كثير من الأحيان مؤيدة للحرب إلى حد كبير وذكرت أسبابًا مختلفة لشعور الجنود ومشاة البحرية بأنهم يفعلون الشيء الصحيح.

### تغطية إعلامية دولية
اختلفت التغطية الدولية للحرب عن التغطية في الولايات المتحدة بعدة طرق. عرضت قناة الجزيرة الإخبارية الناطقة بالعربية والقناة الفضائية الألمانية دويتشه فيله ما يقرب من ضعف المعلومات حول الخلفية السياسية للحرب.  كما أظهرت الجزيرة مشاهد لضحايا مدنيين نادراً ما شوهدت في وسائل الإعلام الأمريكية.

## نقد
هاجم معارضو التدخل العسكري في العراق قرار غزو العراق بعدد من الخطوط، بما في ذلك التكلفة البشرية للحرب،  مشككين في الأدلة المستخدمة لتبرير الحرب، ودعوا إلى استمرار الدبلوماسية، والطعن في شرعية الحرب. مما يشير إلى أن الولايات المتحدة لديها أولويات أمنية أخرى أكثر إلحاحًا، (على سبيل المثال، أفغانستان وكوريا الشمالية) وتوقع أن الحرب ستزعزع استقرار منطقة الشرق الأوسط. في عام 2010، أكدت لجنة تحقيق مستقلة شكلتها حكومة هولندا أن قرار الأمم المتحدة 1441 «لا يمكن تفسيره بشكل معقول (كما فعلت الحكومة الهولندية) على أنه يسمح للدول الأعضاء الفردية باستخدام القوة العسكرية لإجبار العراق على الامتثال لأحكام قرارات مجلس الأمن». وبناءً على ذلك، خلصت اللجنة الهولندية إلى أن الغزو انتهك القانون الدولي.

### الأساس المنطقي على أساس دليل خاطئ
كان التبرير المركزي للولايات المتحدة لشن الحرب هو أن تطوير صدام حسين المزعوم لأسلحة نووية وبيولوجية وعلاقاته المزعومة بالقاعدة جعلت نظامه يشكل تهديدًا «خطيرًا ومتزايدًا»  للولايات المتحدة والمجتمع الدولي.  خلال الفترة التي سبقت الحرب وما بعد الغزو، شكك النقاد في الأدلة الداعمة لهذا الأساس المنطقي. فيما يتعلق ببرامج الأسلحة العراقية، كان من بين النقاد البارزين سكوت ريتر، مفتش الأسلحة السابق للأمم المتحدة الذي جادل في عام 2002 بأن عمليات التفتيش قد قضت على برامج الأسلحة النووية والكيميائية، وأن الدليل على إعادة تشكيلها «كان يمكن اكتشافه بشكل بارز من قبل أجهزة المخابرات ...» على الرغم من أنه يعتقد شعبيا [بحاجة لمصدر ]أن صدام حسين أجبر مفتشي الأسلحة التابعين للوكالة الدولية للطاقة الذرية على مغادرة العراق، وتم سحبهم بناء على طلب الولايات المتحدة قبلعملية ثعلب الصحراء، حملة القصف الأمريكية عام 1998. بعد زيادة عدد القوات الأمريكية في الدول المجاورة، رحب صدام بعودتهم ووعد بالتعاون الكامل مع مطالبهم. وعادت فرق التفتيش التابعة للوكالة الدولية للطاقة الذرية ذات الخبرة بالفعل إلى العراق وقدمت بعض التقارير المؤقتة عن بحثها عن أشكال مختلفة من أسلحة الدمار الشامل. الدبلوماسي الأمريكيجوزيف سي ويلسونفي الادعاء بأن العراق سعى للحصول على اليورانيوم لصنع أسلحة نووية فيالنيجروذكر أن الخلاف ليس له جوهر.
وبالمثل، تم التشكيك في الروابط المزعومة بين العراق والقاعدة خلال الفترة التي سبقت الحرب، وفقدها تقرير صدر في 21 تشرين الأول/أكتوبر 2004 من السناتور الأمريكي كارل ليفين، والذي تم تأكيده لاحقًا من خلال تقرير نيسان أبريل 2006 الصادر عن وزارة الدفاع. المفتش العام للدائرة.  زعمت هذه التقارير كذلك أن مسؤولي إدارة بوش، وخاصة وكيل وزارة الدفاع السابق دوجلاس ج. فيث، تلاعبوا بالأدلة لدعم الروابط بين القاعدة والعراق.

### عدم وجود تفويض من الأمم المتحدة
كان أحد الأسئلة الرئيسية في الفترة التي سبقت الحرب هو ما إذا كان مجلس الأمن التابع للأمم المتحدة سيأذن بالتدخل العسكري في العراق. أصبح من الواضح بشكل متزايد أن تصريح الأمم المتحدة سيتطلب المزيد من عمليات التفتيش على الأسلحة. انتقد الكثيرون جهودهم باعتبارها غير حكيمة وغير أخلاقية وغير قانونية. روبن كوك، ثم زعيم مجلس العموم البريطانيووزير خارجية سابق، استقال من حكومة توني بلير احتجاجًا على قرار المملكة المتحدة بالغزو دون تفويض من الأمم المتحدة بقرار. وقال كوك في ذلك الوقت: «من حيث المبدأ أعتقد أنه من الخطأ الشروع في عمل عسكري دون دعم دولي واسع. وعمليًا أعتقد أنه من ضد مصالح بريطانيا إنشاء سابقة لعمل عسكري أحادي الجانب».  بالإضافة إلى ذلك، استقالت إليزابيث ويلمشورست، كبيرة المستشارين القانونيين للحكومة، معلنة رأيها القانوني في أن الغزو سيكون غير قانوني. [ بحاجة لمصدر ]
قال الأمين العام للأمم المتحدة كوفي عنان في مقابلة مع هيئة الإذاعة البريطانية في أيلول/سبتمبر 2004، "من وجهة نظرنا ومن وجهة نظر الميثاق [الحرب] كانت غير قانونية".  أثار هذا انتقادات فورية من الولايات المتحدة وتم التقليل من شأنه على الفور.  تقريره السنوي إلى الجمعية العامة لعام 2003 لا يتضمن أكثر من عبارة: "بعد انتهاء الأعمال العدائية الرئيسية التي أدت إلى احتلال العراق ..."  تقرير مماثل من مجلس الأمن كان مقتضبًا بالمثل في إشارة إلى الحدث: "عقب وقف الأعمال العدائية في العراق في نيسان / أبريل 2003 ..." أصدر مجلس الأمن التابع للأمم المتحدة ما يقرب من 60 قرارًا بشأن العراق والكويت منذ غزو العراق للكويت في عام 1990. والأكثر صلة بهذا الموضوع هو القرار رقم 678 الصادر في 29 تشرين الثاني/نوفمبر 1990. وهو يخول "الدول الأعضاء التعاون مع حكومة دولة الكويت". أن تستخدم الكويت كافة الوسائل الضرورية "من أجل (1) تنفيذ قرار مجلس الأمن رقم 660 والقرارات الأخرى الداعية إلى إنهاء احتلال العراق للكويت وانسحاب القوات العراقية من الأراضي الكويتية و (2)" إعادة السلم والأمن الدوليين في البلاد. المنطقة."

### التدخل العسكري مقابل الحل الدبلوماسي
خطاب فرنسي حول العراق في مجلس الأمن الدولي
على الرغم من الانتقادات الموجهة للأدلة المستخدمة لتبرير الحرب، اعترض العديد من معارضي التدخل العسكري، قائلين إن الحل الدبلوماسي هو الأفضل، وأنه يجب الاحتفاظ بالحرب كملاذ أخير حقًا. وقد جسد هذا الموقف وزير الخارجية الفرنسي دومينيك دوفيلبان، الذي رد على العرض الذي قدمه وزير الخارجية الأمريكية كولن باول في 5 شباط فبراير 2003 أمام مجلس الأمن التابع للأمم المتحدة بقوله: «بالنظر إلى الاختيار بين التدخل العسكري ونظام التفتيش غير الملائم بسبب عدم تعاون العراق علينا اختيار التعزيز الحاسم لوسائل التفتيش». ردًا على إشارة دونالد رامسفيلد إلى الدول الأوروبية التي لم تدعم غزو العراق على أنها «أوروبا القديمة»،  أنهى دومينيك دو فيلبان حديثه بكلمات من شأنها أن تجسد لاحقًا السياسة والاقتصاد والعسكري الفرنسي الألماني. في بداية القرن الحادي والعشرين: «هذه الرسالة تصل إليكم اليوم من بلد قديم، فرنسا، من قارة مثل بلدي، أوروبا، عرفت الحروب والاحتلال والهمجية. (...) مخلصة لقيمها، إنها ترغب في العمل بحزم مع جميع أعضاء المجتمع الدولي. وتؤمن بقدرتنا على بناء عالم أفضل معًا». أصبحت المعارضة المباشرة بين الحل الدبلوماسي والتدخل العسكري بين فرنسا والولايات المتحدة والتي جسدها شيراك مقابل بوش ولاحقًا باول ضد دو فيلبان، علامة فارقة في العلاقات الفرنسية الأمريكية . ظهرت دعاية مناهضة للفرنسيين مستغلة الكليشيهات الكلاسيكية المعادية للفرنكوفونية على الفور في الولايات المتحدة والمملكة المتحدة. تم إطلاق دعوة لمقاطعة النبيذ الفرنسي في الولايات المتحدة وغطت صحيفة نيويورك بوست عام 1944 «التضحية» للجنود الأمريكيين الذين نسيتهم فرنسا. وأعقب ذلك بأسبوع، في 20 شباط فبراير، صحيفة ذا صن البريطانية التي نشرت عددا خاصا بعنوان «شيراك دودة» وتضمنتهجمات إعلانية مثل «أصبح جاك شيراك عار أوروبا».  في الواقع أعربت كلتا الصحيفتين عن رأي مالكهما، الملياردير الأمريكي روبرت مردوخ، وهو مؤيد للتدخل العسكري ومن أنصار جورج دبليو بوش كما جادل روي جرينسلاد في صحيفة الغارديان التي نُشرت في 17 شباط فبراير.

### صرف الانتباه عن الحرب على الإرهاب والأولويات الأخرى
نظر كل من مؤيدي ومعارضي حرب العراق إلى الحرب على نطاق واسع في سياق عالم ما بعد 11 سبتمبر، حيث سعت الولايات المتحدة إلى جعل الإرهاب نموذجًا محددًا للأمن الدولي. كثيرا ما وصف بوش حرب العراق بأنها «جبهة مركزية في الحرب على الإرهاب».  بعض منتقدي الحرب، لا سيما داخل المجتمع العسكري الأمريكي، جادلوا بوضوح ضد الخلط بين العراق والحرب على الإرهاب، وانتقدوا بوش لفقدانه التركيز على الهدف الأكثر أهمية وهو محاربة القاعدة. كما كتب اللفتنانت جنرال مشاة البحرية جريج نيوبولد، كبير ضباط العمليات السابق في البنتاغون، في عام 2006 زمنالمقال، «يؤسفني الآن أنني لم أتحدى بشكل صريح أولئك الذين كانوا مصممين على غزو بلد كانت أفعاله هامشية بالنسبة للتهديد الحقيقي - القاعدة».
جادل النقاد في هذا السياق أيضًا بأن الاحتواء كان يمكن أن يكون إستراتيجية فعالة لحكومة صدام، وأن الأولويات الأمريكية العليا في الشرق الأوسط يجب أن تكون تشجيع حل للصراع الإسرائيلي الفلسطيني، والعمل من أجل اعتدال إيران، وترسيخ المكاسب التي تحققت في أفغانستان وآسيا الوسطى. في خطاب ألقاه في تشرين الأول/أكتوبر 2002، وصف الجنرال المتقاعد من مشاة البحرية أنطوني زيني، الرئيس السابق للقيادة المركزية للقوات الأمريكية في الشرق الأوسط ومبعوث وزارة الخارجية للصراع الإسرائيلي الفلسطيني، العراق بأنه «ربما ستة أو سبعة،» من حيث أولويات الشرق، مضيفة أن «خط القدرة على تحمل التكاليف يمكن رسمه حول خمسة». ومع ذلك، أثناء قيادة القيادة المركزية الأمريكية، كان لزيني رأيًا مختلفًا تمامًا فيما يتعلق بالتهديد الذي يمثله العراق. في شهادته أمام لجنة القوات المسلحة بمجلس الشيوخ في شباط فبراير 2000، قال زيني: «لا يزال العراق يمثل التهديد الأكثر أهمية على المدى القريب لمصالح الولايات المتحدة في منطقة الخليج الفارسي. ويرجع ذلك في المقام الأول إلى قوتها العسكرية التقليدية الكبيرة، والسعي وراء أسلحة الدمار الشامل، والقمع. معاملة المواطنين العراقيين، ورفض الامتثال لقرارات مجلس الأمن التابع للأمم المتحدة (UNSCR)، والتهديدات المستمرة بإنفاذ مناطق حظر الطيران (NFZ)، والجهود المستمرة لخرق عقوبات مجلس الأمن التابع للأمم المتحدة من خلال تهريب النفط». ومع ذلك، من المهم ملاحظة أن زيني أشار على وجه التحديد إلى «منطقة الخليج الفارسي» في شهادته أمام مجلس الشيوخ، وهي منطقة أصغر بكثير من منطقة

### إمكانية زعزعة استقرار المنطقة
بالإضافة إلى القول بأن العراق لم يكن أولوية إستراتيجية قصوى في الحرب على الإرهاب أو في الشرق الأوسط، أشار منتقدو الحرب أيضًا إلى أنها يمكن أن تزعزع استقرار المنطقة المحيطة. كان من بين هؤلاء النقاد البارزين برنت سكوكروفت، الذي شغل منصب مستشار الأمن القومي لجورج إتش دبليو بوش . في 15 آب / أغسطس 2002، في افتتاحية صحيفة وول ستريت جورنال بعنوان «لا تهاجموا صدام»، كتب سكوكروفت أنه «من المحتمل أن تكون العواقب الوخيمة هي التأثير في المنطقة ... سيكون هناك انفجار في الغضب ضدنا .. . يمكن أن تؤدي النتائج إلى زعزعة استقرار الأنظمة العربية»، و«قد تؤدي إلى تضخم صفوف الإرهابيين».  في تشرين الأول/أكتوبر 2015في مقابلة مع شبكة CNN مع فريد زكريا، اعتذر رئيس الوزراء البريطاني السابق توني بلير عن `` أخطائه '' بشأن حرب العراق واعترف بوجود `` عناصر من الحقيقة '' في الرأي القائل بأن الغزو ساعد في تعزيز صعود داعش .  في رأي حيدر الخوئي، كان العراق بالفعل «محكومًا بالفوضى» قبل 2003.

## الرأي العام
في استطلاع أجرته مؤسسة غالوب في آذار مارس 2003، في اليوم التالي للغزو، أيد 76٪ من الأمريكيين العمل العسكري ضد العراق.  في استطلاع أجرته شركة YouGov في آذار مارس 2003، وافق 54٪ من البريطانيين على القيام بعمل عسكري ضد العراق.
بعد عقد من الزمان، في عام 2013، وجد استطلاع للرأي أجرته مؤسسة غالوب أن 53٪ من الأمريكيين الذين شملهم الاستطلاع يعتقدون أن حرب العراق كانت خطأ.

## وصلات خارجية
- بلير يعتذر عن "أخطاء" حرب العراق.